# USL Championship 2021
Navigation
Édition précédente Édition suivante
Le USL Championship 2021 est la onzième saison du USL Championship, le championnat professionnel de soccer d'Amérique du Nord de deuxième division. Il est composé de trente-et-une équipes, toutes basées aux États-Unis.
Pour une seconde saison consécutive, la pandémie de Covid-19 perturbe la tenue du championnat. Bien que les rencontres se déroulent conformément au calendrier initial, les parties se jouent devant des affluences réduites, conséquences de restrictions sanitaires locales et donc inégales selon les clubs. Cette situation sanitaire mène la ligue à répartir les équipes en quatre divisions, chacune qualifiant quatre clubs pour les séries éliminatoires.
Le Real Monarchs, tenant du titre en 2019 après l'annulation de la finale en 2020, est à la peine et ne se qualifie pas pour les séries. Le Rising de Phoenix, finaliste en 2020, est éliminé dès les quarts de finale de conférence tandis que les Rowdies de Tampa Bay récidivent et atteignent la finale de cette édition. Face à l'Orange County SC, le vainqueur de la saison régulière s'incline néanmoins 3-1 sur sa pelouse, en raison notamment d'un doublé de l'international haïtien Ronaldo Damus qui offre au club de la Californie son premier titre.

## Contexte
Comme chaque saison, la ligue ajoute de nouvelles équipes tandis que d'autres quittent le championnat. Pour une seconde année consécutive, le USL Championship voit son nombre de clubs participants diminuer, passant de trente-cinq à trente-un.
Seuls les Roots d'Oakland font leur arrivée dans le circuit, étant officiellement admis le 15 septembre 2020, en provenant de la National Independent Soccer Association. Il s'agit d'ailleurs de la deuxième franchise, après le Miami FC en 2020 à rejoindre le USL Championship depuis la NISA.
En sens inverse, cinq équipes quittent le championnat. Deux d'entre elles, le Union II de Philadelphie et les Timbers 2 de Portland, des équipes réserves de franchises de Major League Soccer, cessent leurs opérations. Reno 1868, club basé au Nevada, disparait en raison de difficultés financières liées à la pandémie de Covid-19. Le Saint Louis FC ferme également ses portes pour les mêmes raisons que Reno même si la concurrence future du St. Louis City SC, qui fera ses débuts en MLS en 2023, est un élément expliquant largement cette décision. Enfin, le North Carolina, qui évolue en deuxième division depuis 2007, prend la décision de descendre volontairement au troisième échelon national afin de rejoindre la USL League One pour devenir un club formateur phare dans la région.

## Les trente-et-une franchises participantes

### Carte
| Bold Switchbacks Locomotive Galaxy II Lights Energy Orange County Rising Monarchs New Mexico Roots Rio Grande Valley Republic San Antonio Loyal Defiance Tulsa Atlanta 2 Legion Battery Hartford Loudoun Independence Indy Louisville Memphis Red Bulls II Miami Riverhounds Kansas City II Rowdies |

| - Division Pacifique | - Division des Montagnes | - Division Centrale | - Division Atlantique |

### Entraîneurs et stades
| Équipe                          | Ville            | Stade                            | Capacité | Entraîneur           | Franchise MLS affiliée ou partenaire |
| ------------------------------- | ---------------- | -------------------------------- | -------- | -------------------- | ------------------------------------ |
| Atlanta United 2                | Kennesaw         | Fifth Third Bank Stadium         | 8 318    | Jack Collison        | Atlanta United                       |
| Bold d'Austin                   | Austin           | Bold Stadium                     | 5 000    | Ryan Thompson        |                                      |
| Legion de Birmingham            | Birmingham       | BBVA Field                       | 5 000    | Tom Soehn            |                                      |
| Battery de Charleston           | Charleston       | Patriots Point Soccer Complex    | 5 000    | Michael Anhaeuser    |                                      |
| Independence de Charlotte       | Charlotte        | American Legion Memorial Stadium | 10 500   | Mike Jeffries        |                                      |
| Switchbacks de Colorado Springs | Colorado Springs | Weidner Field                    | 8 000    | Brendan Burke        | Rapids du Colorado                   |
| Locomotive d'El Paso            | El Paso          | Southwest University Park        | 9 500    | Mark Lowry           |                                      |
| Athletic de Hartford            | Hartford         | Dillon Stadium                   | 5 500    | Harry Watling        |                                      |
| Eleven d'Indy                   | Indianapolis     | Carroll Stadium                  | 10 524   | Max Rogers (intérim) |                                      |
| Galaxy II de Los Angeles        | Carson           | StubHub Center – Track Stadium   | 5 000    | Junior Gonzalez      | Galaxy de Los Angeles                |
| Lights de Las Vegas             | Las Vegas        | Cashman Field                    | 9 334    | Steve Cherundolo     | Los Angeles FC                       |
| Loudoun United                  | Leesburg         | Segra Field                      | 5 000    | Ryan Martin          | D.C. United                          |
| Louisville City                 | Louisville       | Lynn Family Stadium              | 11 700   | Danny Cruz           |                                      |
| Memphis 901                     | Memphis          | AutoZone Park                    | 10 000   | Ben Pirmann          |                                      |
| Miami FC                        | Miami            | Riccardo Silva Stadium           | 25 000   | Paul Dalglish        |                                      |
| New Mexico United               | Albuquerque      | Isotopes Park                    | 13 500   | Troy Lesesne         |                                      |
| Red Bulls II de New York        | Montclair        | MSU Soccer Park                  | 5 000    | John Wolyniec        | Red Bulls de New York                |
| Roots d'Oakland                 | Oakland          | Laney College Football Stadium   | 5 500    | Jordan Ferrell       |                                      |
| Energy d'Oklahoma City          | Oklahoma City    | Taft Stadium                     | 7 500    | Leivh Veidman        |                                      |
| Orange County SC                | Irvine           | Champions Stadium                | 5 000    | Richard Chaplow      |                                      |
| Rising de Phoenix               | Phoenix          | Wild Horse Pass Stadium          | 10 000   | Rick Schantz         |                                      |
| Riverhounds de Pittsburgh       | Pittsburgh       | Highmark Stadium                 | 5 000    | Bob Lilley           |                                      |
| Real Monarchs                   | Herriman         | Zions Bank Stadium               | 5 000    | Jámison Olave        | Real Salt Lake                       |
| Rio Grande Valley FC            | Edinburg         | H-E-B Park                       | 9 400    | Wilmer Cabrera       | Dynamo de Houston                    |
| Republic de Sacramento          | Sacramento       | Heart Health Park                | 11 569   | Mark Briggs          |                                      |
| San Antonio FC                  | San Antonio      | Toyota Field                     | 8 296    | Alen Marcina         | New York City FC                     |
| Loyal de San Diego              | San Diego        | Torero Stadium                   | 6 000    | Landon Donovan       |                                      |
| Sporting II de Kansas City      | Kansas City      | Children's Mercy Park            | 18 467   | Paulo Nagamura       | Sporting de Kansas City              |
| Defiance de Tacoma              | Tacoma           | Cheney Stadium                   | 6 500    | Wade Webber          | Sounders de Seattle                  |
| Rowdies de Tampa Bay            | St. Petersburg   | Al Lang Stadium                  | 7 227    | Neill Collins        |                                      |
| FC Tulsa                        | Tulsa            | ONEOK Field                      | 7 833    | Michael Nsien        |                                      |

- Partenariat
- Équipe réserve

### Changements d'entraîneurs
Le tableau suivant liste les changements d'entraîneurs ayant eu cours durant la saison 2021 de USL Championship.
| Équipe                 | Entraîneur sortant   | Motif                  | Date de départ   | Entraîneur entrant        | Date d'arrivée   |
| ---------------------- | -------------------- | ---------------------- | ---------------- | ------------------------- | ---------------- |
| Roots d'Oakland        | Dario Pot            | Séparation à l'amiable | 25 avril 2021    | Jordan Ferrell            | 25 avril 2021    |
| Louisville City        | John Hackworth       | Séparation à l'amiable | 27 avril 2021    | Danny Cruz                | 27 avril 2021    |
| Atlanta United 2       | Tony Annan (intérim) | Fin de l'intérim       | 3 juin 2021      | Jack Collison             | 3 juin 2021      |
| Energy d'Oklahoma City | John Pascarella      | Séparation à l'amiable | 4 juin 2021      | Leigh Veidman             | 4 juin 2021      |
| Eleven d'Indy          | Martin Rennie        | Renvoi                 | 16 juin 2021     | Max Rogers (intérim)      | 16 juin 2021     |
| Orange County SC       | Braeden Cloutier     | Licenciement           | 19 août 2021     | Richard Chaplow (intérim) | 19 août 2021     |
| Bold d'Austin          | Marcelo Serrano      | Promotion à l'interne  | 4 septembre 2021 | Ryan Thompson             | 4 septembre 2021 |

## Format de la compétition
La pandémie de Covid-19 pousse les dirigeants de la ligue à s'adapter et à s'éloigner du format classique basé sur deux conférences. Ainsi, pour cette saison, quatre divisions de sept ou huit équipes sont créées sur des critères géographiques, Atlantique et Centrale dans l'Est, Montagnes et Pacifique dans l'Ouest.
Chaque club joue un total de trente-deux rencontres au cours de la saison régulière, échelonnées sur vingt-sept semaines. La saison commence le 24 avril 2021, certaines équipes retardant de quelques semaines leur lancement en raison de restrictions locales imposées par les autorités sanitaires. Chaque club affronte les rivaux de sa division à quatre reprises - deux fois à domicile et deux fois à l'extérieur - pour un ensemble de vingt-huit matchs (vingt-quatre dans la division des Montagnes). Les rencontres restantes sont jouées face à des adversaires régionaux hors de la division.

## Saison régulière

### Classements des divisions
En cas d'égalité en nombre de points, voici les critères pour départager les équipes par ordre d'importance :
1. Nombre de points lors d'oppositions
2. Différence de buts lors d'oppositions
3. Nombre de points face aux équipes de la même division
4. Nombre de victoires face aux équipes de la même division
5. Différence de buts face aux équipes de la même division
6. Nombre de buts inscrits face aux équipes de la même division
7. Classement disciplinaire
8. Tirage à la pièce

| Rang | Équipe                   | Pts | J  | G  | N  | P  | Bp | Bc | Diff |
| ---- | ------------------------ | --- | -- | -- | -- | -- | -- | -- | ---- |
| 1    | Rising de Phoenix        | 67  | 32 | 20 | 7  | 5  | 68 | 35 | +33  |
| 2    | Orange County SC         | 52  | 32 | 15 | 7  | 10 | 44 | 37 | +7   |
| 3    | Loyal de San Diego       | 48  | 32 | 14 | 6  | 12 | 51 | 43 | +8   |
| 4    | Roots d'Oakland          | 41  | 32 | 11 | 8  | 13 | 36 | 43 | -7   |
| 5    | Defiance de Tacoma       | 39  | 32 | 10 | 9  | 13 | 37 | 41 | -4   |
| 6    | Galaxy II de Los Angeles | 39  | 32 | 11 | 6  | 15 | 55 | 57 | -2   |
| 7    | Republic de Sacramento   | 36  | 32 | 8  | 12 | 12 | 36 | 42 | -6   |
| 8    | Lights de Las Vegas      | 21  | 32 | 6  | 3  | 23 | 41 | 77 | -36  |

| Rang | Équipe                          | Pts | J  | G  | N  | P  | Bp | Bc | Diff |
| ---- | ------------------------------- | --- | -- | -- | -- | -- | -- | -- | ---- |
| 1    | Locomotive d'El Paso            | 64  | 32 | 18 | 10 | 4  | 56 | 34 | +22  |
| 2    | San Antonio FC                  | 52  | 32 | 14 | 10 | 8  | 50 | 38 | +12  |
| 3    | Switchbacks de Colorado Springs | 50  | 32 | 13 | 11 | 8  | 61 | 48 | +13  |
| 4    | Rio Grande Valley FC            | 47  | 32 | 13 | 8  | 11 | 49 | 42 | +7   |
| 5    | New Mexico United               | 46  | 32 | 12 | 10 | 10 | 44 | 40 | +4   |
| 6    | Bold d'Austin                   | 42  | 32 | 10 | 12 | 10 | 32 | 42 | -10  |
| 7    | Real Monarchs                   | 22  | 32 | 5  | 7  | 20 | 28 | 56 | -28  |

| Rang | Équipe                     | Pts | J  | G  | N  | P  | Bp | Bc | Diff |
| ---- | -------------------------- | --- | -- | -- | -- | -- | -- | -- | ---- |
| 1    | Louisville City FC         | 61  | 32 | 18 | 7  | 7  | 61 | 37 | +24  |
| 2    | Legion de Birmingham       | 60  | 32 | 18 | 6  | 8  | 51 | 31 | +20  |
| 3    | Memphis 901                | 50  | 32 | 14 | 8  | 10 | 47 | 42 | +5   |
| 4    | FC Tulsa                   | 47  | 32 | 14 | 5  | 13 | 49 | 48 | +1   |
| 5    | Energy d'Oklahoma City     | 37  | 32 | 8  | 13 | 11 | 30 | 38 | -8   |
| 6    | Eleven d'Indy              | 35  | 32 | 9  | 8  | 15 | 32 | 47 | -15  |
| 7    | Atlanta United 2           | 34  | 32 | 8  | 10 | 14 | 47 | 56 | -9   |
| 8    | Sporting II de Kansas City | 20  | 32 | 4  | 8  | 20 | 33 | 64 | -31  |

| Rang | Équipe                     | Pts | J  | G  | N | P  | Bp | Bc | Diff |
| ---- | -------------------------- | --- | -- | -- | - | -- | -- | -- | ---- |
| 1    | Rowdies de Tampa Bay       | 71  | 32 | 23 | 2 | 7  | 55 | 23 | +32  |
| 2    | Independence de Charlotte  | 59  | 32 | 18 | 5 | 9  | 57 | 36 | +21  |
| 3    | Riverhounds de Pittsburgh  | 58  | 32 | 17 | 7 | 8  | 52 | 34 | +18  |
| 4    | Miami FC                   | 54  | 32 | 16 | 6 | 10 | 55 | 40 | +15  |
| 5    | Athletic de Hartford       | 41  | 32 | 12 | 5 | 15 | 50 | 50 | 0    |
| 6    | Battery de Charleston      | 37  | 32 | 10 | 7 | 15 | 49 | 60 | -11  |
| 7    | Red Bulls II de New York , | 28  | 32 | 7  | 7 | 18 | 42 | 67 | -25  |
| 8    | Loudoun United             | 15  | 32 | 4  | 3 | 25 | 31 | 78 | -47  |

- Franchise qualifiée pour les séries éliminatoires

### Résultats
| Légende des couleurs : Domicile * Extérieur * Victoire * Défaite * Égalité | Légende des couleurs : Domicile * Extérieur * Victoire * Défaite * Égalité | Légende des couleurs : Domicile * Extérieur * Victoire * Défaite * Égalité | Légende des couleurs : Domicile * Extérieur * Victoire * Défaite * Égalité | Légende des couleurs : Domicile * Extérieur * Victoire * Défaite * Égalité | Légende des couleurs : Domicile * Extérieur * Victoire * Défaite * Égalité | Légende des couleurs : Domicile * Extérieur * Victoire * Défaite * Égalité | Légende des couleurs : Domicile * Extérieur * Victoire * Défaite * Égalité | Légende des couleurs : Domicile * Extérieur * Victoire * Défaite * Égalité | Légende des couleurs : Domicile * Extérieur * Victoire * Défaite * Égalité | Légende des couleurs : Domicile * Extérieur * Victoire * Défaite * Égalité | Légende des couleurs : Domicile * Extérieur * Victoire * Défaite * Égalité | Légende des couleurs : Domicile * Extérieur * Victoire * Défaite * Égalité | Légende des couleurs : Domicile * Extérieur * Victoire * Défaite * Égalité | Légende des couleurs : Domicile * Extérieur * Victoire * Défaite * Égalité | Légende des couleurs : Domicile * Extérieur * Victoire * Défaite * Égalité | Légende des couleurs : Domicile * Extérieur * Victoire * Défaite * Égalité | Légende des couleurs : Domicile * Extérieur * Victoire * Défaite * Égalité | Légende des couleurs : Domicile * Extérieur * Victoire * Défaite * Égalité | Légende des couleurs : Domicile * Extérieur * Victoire * Défaite * Égalité | Légende des couleurs : Domicile * Extérieur * Victoire * Défaite * Égalité | Légende des couleurs : Domicile * Extérieur * Victoire * Défaite * Égalité | Légende des couleurs : Domicile * Extérieur * Victoire * Défaite * Égalité | Légende des couleurs : Domicile * Extérieur * Victoire * Défaite * Égalité | Légende des couleurs : Domicile * Extérieur * Victoire * Défaite * Égalité | Légende des couleurs : Domicile * Extérieur * Victoire * Défaite * Égalité | Légende des couleurs : Domicile * Extérieur * Victoire * Défaite * Égalité | Légende des couleurs : Domicile * Extérieur * Victoire * Défaite * Égalité | Légende des couleurs : Domicile * Extérieur * Victoire * Défaite * Égalité | Légende des couleurs : Domicile * Extérieur * Victoire * Défaite * Égalité | Légende des couleurs : Domicile * Extérieur * Victoire * Défaite * Égalité | Légende des couleurs : Domicile * Extérieur * Victoire * Défaite * Égalité | Légende des couleurs : Domicile * Extérieur * Victoire * Défaite * Égalité |
| Club                                                                       | Rencontres                                                                 | Rencontres                                                                 | Rencontres                                                                 | Rencontres                                                                 | Rencontres                                                                 | Rencontres                                                                 | Rencontres                                                                 | Rencontres                                                                 | Rencontres                                                                 | Rencontres                                                                 | Rencontres                                                                 | Rencontres                                                                 | Rencontres                                                                 | Rencontres                                                                 | Rencontres                                                                 | Rencontres                                                                 | Rencontres                                                                 | Rencontres                                                                 | Rencontres                                                                 | Rencontres                                                                 | Rencontres                                                                 | Rencontres                                                                 | Rencontres                                                                 | Rencontres                                                                 | Rencontres                                                                 | Rencontres                                                                 | Rencontres                                                                 | Rencontres                                                                 | Rencontres                                                                 | Rencontres                                                                 | Rencontres                                                                 | Rencontres                                                                 |
| Club                                                                       | 1                                                                          | 2                                                                          | 3                                                                          | 4                                                                          | 5                                                                          | 6                                                                          | 7                                                                          | 8                                                                          | 9                                                                          | 10                                                                         | 11                                                                         | 12                                                                         | 13                                                                         | 14                                                                         | 15                                                                         | 16                                                                         | 17                                                                         | 18                                                                         | 19                                                                         | 20                                                                         | 21                                                                         | 22                                                                         | 23                                                                         | 24                                                                         | 25                                                                         | 26                                                                         | 27                                                                         | 28                                                                         | 29                                                                         | 30                                                                         | 31                                                                         | 32                                                                         |
| -------------------------------------------------------------------------- | -------------------------------------------------------------------------- | -------------------------------------------------------------------------- | -------------------------------------------------------------------------- | -------------------------------------------------------------------------- | -------------------------------------------------------------------------- | -------------------------------------------------------------------------- | -------------------------------------------------------------------------- | -------------------------------------------------------------------------- | -------------------------------------------------------------------------- | -------------------------------------------------------------------------- | -------------------------------------------------------------------------- | -------------------------------------------------------------------------- | -------------------------------------------------------------------------- | -------------------------------------------------------------------------- | -------------------------------------------------------------------------- | -------------------------------------------------------------------------- | -------------------------------------------------------------------------- | -------------------------------------------------------------------------- | -------------------------------------------------------------------------- | -------------------------------------------------------------------------- | -------------------------------------------------------------------------- | -------------------------------------------------------------------------- | -------------------------------------------------------------------------- | -------------------------------------------------------------------------- | -------------------------------------------------------------------------- | -------------------------------------------------------------------------- | -------------------------------------------------------------------------- | -------------------------------------------------------------------------- | -------------------------------------------------------------------------- | -------------------------------------------------------------------------- | -------------------------------------------------------------------------- | -------------------------------------------------------------------------- |
| Atlanta United 2 (ATL)                                                     | LOU                                                                        | OKC                                                                        | OKC                                                                        | TUL                                                                        | MEM                                                                        | BHM                                                                        | LOU                                                                        | SKC                                                                        | MEM                                                                        | OKC                                                                        | MEM                                                                        | IND                                                                        | SKC                                                                        | LOU                                                                        | TUL                                                                        | BHM                                                                        | BHM                                                                        | IND                                                                        | OKC                                                                        | SKC                                                                        | PGH                                                                        | TUL                                                                        | IND                                                                        | CHS                                                                        | TBR                                                                        | BHM                                                                        | RGV                                                                        | LOU                                                                        | IND                                                                        | SKC                                                                        | MEM                                                                        | TUL                                                                        |
| Atlanta United 2 (ATL)                                                     | 0–2                                                                        | 1–0                                                                        | 2–2                                                                        | 5–0                                                                        | 2–2                                                                        | 0–1                                                                        | 1–0                                                                        | 2–2                                                                        | 0–1                                                                        | 1–2                                                                        | 2–2                                                                        | 1–1                                                                        | 0–1                                                                        | 0–2                                                                        | 2–1                                                                        | 2–2                                                                        | 1–3                                                                        | 6–2                                                                        | 2–2                                                                        | 4–1                                                                        | 1–4                                                                        | 1–3                                                                        | 1–0                                                                        | 1–1                                                                        | 0–2                                                                        | 0–4                                                                        | 2–3                                                                        | 1–1                                                                        | 1–1                                                                        | 3-0                                                                        | 2–4                                                                        | 0–4                                                                        |
| Bold d'Austin (ATX)                                                        | NMU                                                                        | SLC                                                                        | SLC                                                                        | ELP                                                                        | PGH                                                                        | NMU                                                                        | RGV                                                                        | COS                                                                        | OAK                                                                        | SAN                                                                        | RGV                                                                        | SLC                                                                        | RGV                                                                        | SAN                                                                        | COS                                                                        | ELP                                                                        | MIA                                                                        | RGV                                                                        | NMU                                                                        | COS                                                                        | SAN                                                                        | NMU                                                                        | TUL                                                                        | ELP                                                                        | COS                                                                        | TAC                                                                        | OKC                                                                        | BHM                                                                        | SLC                                                                        | ELP                                                                        | SAN                                                                        | CLT                                                                        |
| Bold d'Austin (ATX)                                                        | 1–3                                                                        | 1–1                                                                        | 2–0                                                                        | 0–1                                                                        | 1–0                                                                        | 0–0                                                                        | 2–1                                                                        | 2–3                                                                        | 0–0                                                                        | 1–0                                                                        | 1–1                                                                        | 1–0                                                                        | 1–1                                                                        | 0–3                                                                        | 2–1                                                                        | 0–3                                                                        | 0–0                                                                        | 1–1                                                                        | 1–1                                                                        | 1–4                                                                        | 2–1                                                                        | 1–0                                                                        | 1–0                                                                        | 2–2                                                                        | 1–3                                                                        | 1–0                                                                        | 1–1                                                                        | 1–3                                                                        | 3–4                                                                        | 0–3                                                                        | 0–0                                                                        | 1–1                                                                        |
| Legion de Birmingham (BHM)                                                 | IND                                                                        | LOU                                                                        | MEM                                                                        | SAN                                                                        | OKC                                                                        | ATL                                                                        | TUL                                                                        | OKC                                                                        | LOU                                                                        | MIA                                                                        | IND                                                                        | MEM                                                                        | IND                                                                        | ATL                                                                        | ATL                                                                        | TUL                                                                        | SKC                                                                        | MEM                                                                        | TUL                                                                        | LOU                                                                        | SKC                                                                        | MEM                                                                        | TUL                                                                        | OKC                                                                        | ATL                                                                        | CLT                                                                        | SKC                                                                        | IND                                                                        | ATX                                                                        | OKC                                                                        | SKC                                                                        | LOU                                                                        |
| Legion de Birmingham (BHM)                                                 | 0–1                                                                        | 1–1                                                                        | 1–0                                                                        | 1–2                                                                        | 1–0                                                                        | 1–0                                                                        | 2–1                                                                        | 2–1                                                                        | 0–2                                                                        | 1–0                                                                        | 1–0                                                                        | 0–1                                                                        | 2–1                                                                        | 2–2                                                                        | 3–1                                                                        | 1–3                                                                        | 4–2                                                                        | 1–1                                                                        | 1–2                                                                        | 2–1                                                                        | 1–0                                                                        | 2–3                                                                        | 1–1                                                                        | 1–1                                                                        | 4–0                                                                        | 2–1                                                                        | 1–0                                                                        | 3–1                                                                        | 3–1                                                                        | 0–0                                                                        | 6–0                                                                        | 0–1                                                                        |
| Battery de Charleston (CHS)                                                | NYR                                                                        | CLT                                                                        | NYR                                                                        | LDN                                                                        | MIA                                                                        | CLT                                                                        | LDN                                                                        | TBR                                                                        | PGH                                                                        | NMU                                                                        | HFD                                                                        | CLT                                                                        | LDN                                                                        | MIA                                                                        | PGH                                                                        | LDN                                                                        | HFD                                                                        | NYR                                                                        | OCO                                                                        | TBR                                                                        | ATL                                                                        | MIA                                                                        | NYR                                                                        | PGH                                                                        | TBR                                                                        | TBR                                                                        | HFD                                                                        | CLT                                                                        | LAG                                                                        | PGH                                                                        | HFD                                                                        | MIA                                                                        |
| Battery de Charleston (CHS)                                                | 1–1                                                                        | 0–3                                                                        | 2–2                                                                        | 1–0                                                                        | 2–1                                                                        | 0–3                                                                        | 3–0                                                                        | 0–1                                                                        | 1–1                                                                        | 1–2                                                                        | 3–1                                                                        | 2–0                                                                        | 5–3                                                                        | 2–3                                                                        | 2–3                                                                        | 1–0                                                                        | 1–2                                                                        | 3–2                                                                        | 0–0                                                                        | 0–1                                                                        | 1–1                                                                        | 1–1                                                                        | 2–3                                                                        | 3–3                                                                        | 1–2                                                                        | 2–4                                                                        | 4–3                                                                        | 1–5                                                                        | 3–1                                                                        | 1–2                                                                        | 0–2                                                                        | 0–4                                                                        |
| Independence de Charlotte (CLT)                                            | TBR                                                                        | CHS                                                                        | PGH                                                                        | MIA                                                                        | TBR                                                                        | HFD                                                                        | NYR                                                                        | CHS                                                                        | MIA                                                                        | PGH                                                                        | NYR                                                                        | PHX                                                                        | CHS                                                                        | TBR                                                                        | LDN                                                                        | NYR                                                                        | PGH                                                                        | COL                                                                        | TBR                                                                        | MIA                                                                        | LDN                                                                        | HFD                                                                        | PGH                                                                        | MIA                                                                        | BHM                                                                        | HFD                                                                        | LDN                                                                        | NYR                                                                        | CHS                                                                        | HFD                                                                        | LDN                                                                        | ATX                                                                        |
| Independence de Charlotte (CLT)                                            | 0–3                                                                        | 3–0                                                                        | 1–0                                                                        | 1–2                                                                        | 1–0                                                                        | 3–2                                                                        | 1–3                                                                        | 3–0                                                                        | 1–2                                                                        | 0–1                                                                        | 2–3                                                                        | 1–1                                                                        | 0–2                                                                        | 2–0                                                                        | 0–0                                                                        | 3–2                                                                        | 1–0                                                                        | 3–3                                                                        | 0–2                                                                        | 2–2                                                                        | 5–0                                                                        | 2–0                                                                        | 1–0                                                                        | 2–0                                                                        | 1–2                                                                        | 2–1                                                                        | 5–1                                                                        | 2–1                                                                        | 5–1                                                                        | 2–1                                                                        | 1–0                                                                        | 1–1                                                                        |
| Switchbacks de Colorado Springs (COS)                                      | SAN                                                                        | SKC                                                                        | NMU                                                                        | SAN                                                                        | ELP                                                                        | TAC                                                                        | ATX                                                                        | NMU                                                                        | OCO                                                                        | SLC                                                                        | NMU                                                                        | SAN                                                                        | LOU                                                                        | LDN                                                                        | ATX                                                                        | HFD                                                                        | MEM                                                                        | RGV                                                                        | CLT                                                                        | ATX                                                                        | NMU                                                                        | SLC                                                                        | RGV                                                                        | ELP                                                                        | RGV                                                                        | ATX                                                                        | ELP                                                                        | SLC                                                                        | ELP                                                                        | RGV                                                                        | SLC                                                                        | SAN                                                                        |
| Switchbacks de Colorado Springs (COS)                                      | 0–3                                                                        | 4–0                                                                        | 1–3                                                                        | 1–1                                                                        | 1–1                                                                        | 4–2                                                                        | 3–2                                                                        | 3–1                                                                        | 0–2                                                                        | 3–1                                                                        | 1–3                                                                        | 2–3                                                                        | 1–1                                                                        | 3–1                                                                        | 1–2                                                                        | 4–2                                                                        | 1–1                                                                        | 5–2                                                                        | 3–3                                                                        | 4–1                                                                        | 2–3                                                                        | 2–0                                                                        | 1–1                                                                        | 0–0                                                                        | 2–1                                                                        | 3–1                                                                        | 1–1                                                                        | 0–0                                                                        | 2–4                                                                        | 1–0                                                                        | 1–1                                                                        | 0–3                                                                        |
| Locomotive d'El Paso (ELP)                                                 | NMU                                                                        | RGV                                                                        | SKC                                                                        | ATX                                                                        | IND                                                                        | COS                                                                        | SLC                                                                        | RGV                                                                        | NMU                                                                        | SLC                                                                        | LVL                                                                        | NMU                                                                        | SAN                                                                        | SLC                                                                        | SAN                                                                        | ATX                                                                        | NMU                                                                        | RGV                                                                        | SAN                                                                        | OCO                                                                        | SAC                                                                        | COS                                                                        | ATX                                                                        | SLC                                                                        | COS                                                                        | SAN                                                                        | TUL                                                                        | COS                                                                        | LAG                                                                        | ATX                                                                        | OKC                                                                        | RGV                                                                        |
| Locomotive d'El Paso (ELP)                                                 | 1–1                                                                        | 1–0                                                                        | 0–0                                                                        | 1–0                                                                        | 2–0                                                                        | 1–1                                                                        | 2–1                                                                        | 2–3                                                                        | 2–1                                                                        | 3–1                                                                        | 1–0                                                                        | 0–0                                                                        | 2–1                                                                        | 3–1                                                                        | 2–0                                                                        | 3–0                                                                        | 1–1                                                                        | 3–1                                                                        | 1–2                                                                        | 2–2                                                                        | 2–0                                                                        | 0–0                                                                        | 2–2                                                                        | 1–0                                                                        | 1–1                                                                        | 3–3                                                                        | 2–1                                                                        | 4–2                                                                        | 0–5                                                                        | 3–0                                                                        | 4–0                                                                        | 1–4                                                                        |
| Athletic de Hartford (HFD)                                                 | NYR                                                                        | MIA                                                                        | PGH                                                                        | NYR                                                                        | CLT                                                                        | LDN                                                                        | TBR                                                                        | LDN                                                                        | NYR                                                                        | TBR                                                                        | CHS                                                                        | MIA                                                                        | PGH                                                                        | MIA                                                                        | COS                                                                        | TBR                                                                        | CHS                                                                        | MIA                                                                        | PGH                                                                        | NYR                                                                        | LOU                                                                        | CLT                                                                        | SLC                                                                        | TBR                                                                        | CLT                                                                        | NMU                                                                        | CHS                                                                        | LDN                                                                        | LDN                                                                        | CLT                                                                        | CHS                                                                        | PGH                                                                        |
| Athletic de Hartford (HFD)                                                 | 3–2                                                                        | 1–0                                                                        | 1–1                                                                        | 7–0                                                                        | 2–3                                                                        | 2–1                                                                        | 0–1                                                                        | 2–0                                                                        | 2–2                                                                        | 1–0                                                                        | 1–3                                                                        | 2–0                                                                        | 1–3                                                                        | 1–1                                                                        | 2–4                                                                        | 0–1                                                                        | 2–1                                                                        | 0–2                                                                        | 2–3                                                                        | 0–2                                                                        | 2–4                                                                        | 0–2                                                                        | 2–0                                                                        | 1–2                                                                        | 1–2                                                                        | 2–2                                                                        | 3–4                                                                        | 3–2                                                                        | 1–0                                                                        | 1–2                                                                        | 2–0                                                                        | 0–0                                                                        |
| Eleven d'Indy (IND)                                                        | BHM                                                                        | TUL                                                                        | SKC                                                                        | LOU                                                                        | OKC                                                                        | MEM                                                                        | ELP                                                                        | PGH                                                                        | SKC                                                                        | LOU                                                                        | BHM                                                                        | ATL                                                                        | MEM                                                                        | BHM                                                                        | TUL                                                                        | ATL                                                                        | OKC                                                                        | LDN                                                                        | SKC                                                                        | SLC                                                                        | ATL                                                                        | TUL                                                                        | SKC                                                                        | LOU                                                                        | MEM                                                                        | OKC                                                                        | OKC                                                                        | ATL                                                                        | BHM                                                                        | LOU                                                                        | TUL                                                                        | MEM                                                                        |
| Eleven d'Indy (IND)                                                        | 1–0                                                                        | 0–2                                                                        | 2–0                                                                        | 2–1                                                                        | 1–1                                                                        | 1–2                                                                        | 0–2                                                                        | 0–1                                                                        | 2–1                                                                        | 3–3                                                                        | 0–1                                                                        | 1–1                                                                        | 1–1                                                                        | 1–2                                                                        | 2–0                                                                        | 2–6                                                                        | 2–1                                                                        | 1–4                                                                        | 1–1                                                                        | 2–0                                                                        | 0–1                                                                        | 1–2                                                                        | 1–0                                                                        | 0–2                                                                        | 0–1                                                                        | 0–2                                                                        | 1–1                                                                        | 1–1                                                                        | 1–3                                                                        | 1–0                                                                        | 1–1                                                                        | 0–3                                                                        |
| Galaxy II de Los Angeles (LAG)                                             | SAC                                                                        | LVL                                                                        | TAC                                                                        | SLC                                                                        | SKC                                                                        | OAK                                                                        | OCO                                                                        | SDG                                                                        | LVL                                                                        | OCO                                                                        | TAC                                                                        | PHX                                                                        | TAC                                                                        | PHX                                                                        | OAK                                                                        | SDG                                                                        | OCO                                                                        | OAK                                                                        | LVL                                                                        | SAC                                                                        | SDG                                                                        | PHX                                                                        | OAK                                                                        | SAC                                                                        | PHX                                                                        | SDG                                                                        | LVL                                                                        | SAC                                                                        | ELP                                                                        | CHS                                                                        | TAC                                                                        | OCO                                                                        |
| Galaxy II de Los Angeles (LAG)                                             | 0–1                                                                        | 5–0                                                                        | 1–1                                                                        | 2–0                                                                        | 1–1                                                                        | 2–3                                                                        | 4–3                                                                        | 1–2                                                                        | 3–4                                                                        | 1–1                                                                        | 0–2                                                                        | 0–3                                                                        | 1–1                                                                        | 0–5                                                                        | 3–0                                                                        | 0–2                                                                        | 3–2                                                                        | 1–2                                                                        | 3–2                                                                        | 3–3                                                                        | 2–4                                                                        | 3–4                                                                        | 1–0                                                                        | 2–0                                                                        | 3–0                                                                        | 0–3                                                                        | 1–0                                                                        | 1–1                                                                        | 5–0                                                                        | 1–3                                                                        | 2–3                                                                        | 0–1                                                                        |
| Lights de Las Vegas (LVL)                                                  | LAG                                                                        | SAC                                                                        | PHX                                                                        | SDG                                                                        | TAC                                                                        | SAN                                                                        | LAG                                                                        | OCO                                                                        | SDG                                                                        | TAC                                                                        | OAK                                                                        | SAC                                                                        | ELP                                                                        | SLC                                                                        | OCO                                                                        | PHX                                                                        | SAC                                                                        | SDG                                                                        | OAK                                                                        | LAG                                                                        | TAC                                                                        | SAC                                                                        | OAK                                                                        | OCO                                                                        | PHX                                                                        | SDG                                                                        | OAK                                                                        | LAG                                                                        | TAC                                                                        | PHX                                                                        | OCO                                                                        | TBR                                                                        |
| Lights de Las Vegas (LVL)                                                  | 0–5                                                                        | 1–3                                                                        | 1–5                                                                        | 1–2                                                                        | 2–0                                                                        | 1–1                                                                        | 4–3                                                                        | 1–3                                                                        | 1–2                                                                        | 1–0                                                                        | 2–1                                                                        | 1–2                                                                        | 0–1                                                                        | 2–3                                                                        | 3–1                                                                        | 2–2                                                                        | 1–2                                                                        | 1–5                                                                        | 1–3                                                                        | 2–3                                                                        | 1–2                                                                        | 1–3                                                                        | 0–1                                                                        | 0–3                                                                        | 1–4                                                                        | 2–4                                                                        | 2–2                                                                        | 0–1                                                                        | 1–0                                                                        | 3–6                                                                        | 1–2                                                                        | 1–2                                                                        |
| Loudoun United (LDN)                                                       | MIA                                                                        | NYR                                                                        | NMU                                                                        | PGH                                                                        | CHS                                                                        | TBR                                                                        | HFD                                                                        | CHS                                                                        | PGH                                                                        | HFD                                                                        | MIA                                                                        | PGH                                                                        | TBR                                                                        | CHS                                                                        | COS                                                                        | CLT                                                                        | CHS                                                                        | IND                                                                        | TBR                                                                        | RGV                                                                        | CLT                                                                        | PGH                                                                        | MIA                                                                        | NYR                                                                        | CLT                                                                        | MIA                                                                        | HFD                                                                        | HFD                                                                        | NYR                                                                        | TBR                                                                        | CLT                                                                        | NYR                                                                        |
| Loudoun United (LDN)                                                       | 1–2                                                                        | 1–2                                                                        | 1–0                                                                        | 2–3                                                                        | 0–1                                                                        | 1–2                                                                        | 1–2                                                                        | 0–3                                                                        | 2–1                                                                        | 0–2                                                                        | 1–4                                                                        | 0–1                                                                        | 1–3                                                                        | 3–5                                                                        | 1–3                                                                        | 0–0                                                                        | 0–1                                                                        | 4–1                                                                        | 0–2                                                                        | 1–1                                                                        | 0–5                                                                        | 0–5                                                                        | 1–6                                                                        | 3–3                                                                        | 1–5                                                                        | 3–2                                                                        | 2–3                                                                        | 0–1                                                                        | 0–3                                                                        | 0–1                                                                        | 0–1                                                                        | 1–4                                                                        |
| Louisville City (LOU)                                                      | ATL                                                                        | BHM                                                                        | SDG                                                                        | IND                                                                        | ATL                                                                        | MEM                                                                        | BHM                                                                        | TUL                                                                        | IND                                                                        | SKC                                                                        | TUL                                                                        | OKC                                                                        | ATL                                                                        | COS                                                                        | SKC                                                                        | OKC                                                                        | SKC                                                                        | TUL                                                                        | OKC                                                                        | BHM                                                                        | TUL                                                                        | HFD                                                                        | OKC                                                                        | IND                                                                        | MEM                                                                        | ATL                                                                        | NMU                                                                        | SKC                                                                        | MEM                                                                        | IND                                                                        | MEM                                                                        | BHM                                                                        |
| Louisville City (LOU)                                                      | 2–0                                                                        | 1–1                                                                        | 2–1                                                                        | 1–2                                                                        | 0–1                                                                        | 3–0                                                                        | 2–0                                                                        | 3–2                                                                        | 3–3                                                                        | 4–2                                                                        | 2–3                                                                        | 3–1                                                                        | 2–0                                                                        | 1–1                                                                        | 2–1                                                                        | 2–1                                                                        | 4–1                                                                        | 2–1                                                                        | 0–0                                                                        | 1–2                                                                        | 0–1                                                                        | 4–2                                                                        | 1–1                                                                        | 2–0                                                                        | 1–1                                                                        | 1–1                                                                        | 3–1                                                                        | 4–3                                                                        | 1–2                                                                        | 0–1                                                                        | 3–1                                                                        | 1–0                                                                        |
| Memphis 901 (MEM)                                                          | BHM                                                                        | ATL                                                                        | OKC                                                                        | IND                                                                        | LOU                                                                        | ATL                                                                        | OKC                                                                        | SKC                                                                        | ATL                                                                        | BHM                                                                        | IND                                                                        | TUL                                                                        | SKC                                                                        | OKC                                                                        | COS                                                                        | BHM                                                                        | TUL                                                                        | SKC                                                                        | OKC                                                                        | BHM                                                                        | MIA                                                                        | NYR                                                                        | IND                                                                        | LOU                                                                        | TUL                                                                        | SKC                                                                        | SAN                                                                        | LOU                                                                        | ATL                                                                        | LOU                                                                        | TUL                                                                        | IND                                                                        |
| Memphis 901 (MEM)                                                          | 0–1                                                                        | 2–2                                                                        | 0–0                                                                        | 2–1                                                                        | 0–3                                                                        | 1–0                                                                        | 0–1                                                                        | 2–3                                                                        | 2–2                                                                        | 1–0                                                                        | 1–1                                                                        | 1–0                                                                        | 2–1                                                                        | 1–4                                                                        | 1–1                                                                        | 1–1                                                                        | 1–2                                                                        | 0–0                                                                        | 0–1                                                                        | 3–2                                                                        | 0–2                                                                        | 3–0                                                                        | 1–0                                                                        | 1–1                                                                        | 3–0                                                                        | 3–1                                                                        | 2–4                                                                        | 2–1                                                                        | 4–2                                                                        | 1–3                                                                        | 3–2                                                                        | 3–0                                                                        |
| Miami FC (MIA)                                                             | LDN                                                                        | HFD                                                                        | NYR                                                                        | TBR                                                                        | CLT                                                                        | RGV                                                                        | PGH                                                                        | CHS                                                                        | BHM                                                                        | CLT                                                                        | NYR                                                                        | TBR                                                                        | LDN                                                                        | TBR                                                                        | HFD                                                                        | CHS                                                                        | HFD                                                                        | PGH                                                                        | ATX                                                                        | HFD                                                                        | NYR                                                                        | CLT                                                                        | MEM                                                                        | CHS                                                                        | CLT                                                                        | LDN                                                                        | PGH                                                                        | LDN                                                                        | TBR                                                                        | NYR                                                                        | PGH                                                                        | CHS                                                                        |
| Miami FC (MIA)                                                             | 2–1                                                                        | 0–1                                                                        | 1–0                                                                        | 1–2                                                                        | 2–1                                                                        | 2–4                                                                        | 1–1                                                                        | 1–2                                                                        | 0–1                                                                        | 2–1                                                                        | 1–1                                                                        | 2–1                                                                        | 4–1                                                                        | 2–1                                                                        | 0–2                                                                        | 3–2                                                                        | 1–1                                                                        | 3–2                                                                        | 0–0                                                                        | 2–0                                                                        | 3–0                                                                        | 2–2                                                                        | 2–0                                                                        | 1–1                                                                        | 0–4                                                                        | 6–1                                                                        | 3–2                                                                        | 2–3                                                                        | 0–3                                                                        | 2–0                                                                        | 0–1                                                                        | 4–0                                                                        |
| New Mexico United (NMU)                                                    | RGV                                                                        | ELP                                                                        | ATX                                                                        | COS                                                                        | LDN                                                                        | SLC                                                                        | ATX                                                                        | SAN                                                                        | COS                                                                        | SLC                                                                        | ELP                                                                        | COS                                                                        | CHB                                                                        | SAN                                                                        | ELP                                                                        | TAC                                                                        | ELP                                                                        | OAK                                                                        | ATX                                                                        | PHX                                                                        | COS                                                                        | ATX                                                                        | SLC                                                                        | SAN                                                                        | RGV                                                                        | LOU                                                                        | HFD                                                                        | RGV                                                                        | SDG                                                                        | SAN                                                                        | RGV                                                                        | SLC                                                                        |
| New Mexico United (NMU)                                                    | 0–1                                                                        | 1–1                                                                        | 3–1                                                                        | 3–1                                                                        | 0–1                                                                        | 1–0                                                                        | 0–0                                                                        | 2–0                                                                        | 1–3                                                                        | 2–3                                                                        | 1–2                                                                        | 3–1                                                                        | 2–1                                                                        | 0–3                                                                        | 0–0                                                                        | 0–0                                                                        | 1–1                                                                        | 1–1                                                                        | 1–1                                                                        | 2–3                                                                        | 3–2                                                                        | 0–1                                                                        | 2–1                                                                        | 1–0                                                                        | 2–0                                                                        | 1–3                                                                        | 2–2                                                                        | 1–1                                                                        | 1–1                                                                        | 4–2                                                                        | 0–2                                                                        | 3–1                                                                        |
| Red Bulls II de New York (NYR)                                             | HFD                                                                        | CHS                                                                        | MIA                                                                        | LDN                                                                        | CHS                                                                        | PGH                                                                        | TBR                                                                        | HFD                                                                        | CLT                                                                        | PGH                                                                        | MIA                                                                        | CLT                                                                        | HFD                                                                        | PGH                                                                        | SAC                                                                        | TBR                                                                        | CLT                                                                        | CHS                                                                        | MIA                                                                        | PGH                                                                        | HFD                                                                        | TBR                                                                        | SAN                                                                        | MEM                                                                        | CHS                                                                        | SLC                                                                        | LDN                                                                        | CLT                                                                        | TBR                                                                        | LDN                                                                        | MIA                                                                        | LDN                                                                        |
| Red Bulls II de New York (NYR)                                             | 2–3                                                                        | 1–1                                                                        | 0–1                                                                        | 2–1                                                                        | 2–2                                                                        | 0–3                                                                        | 0–1                                                                        | 0–7                                                                        | 3–1                                                                        | 1–2                                                                        | 1–1                                                                        | 3–2                                                                        | 2–2                                                                        | 1–3                                                                        | 1–3                                                                        | 1–2                                                                        | 2–3                                                                        | 2–3                                                                        | 0–3                                                                        | 0–1                                                                        | 2–0                                                                        | 0–6                                                                        | 1–2                                                                        | 0–3                                                                        | 3–2                                                                        | 0–0                                                                        | 3–3                                                                        | 1–2                                                                        | 1–1                                                                        | 3–0                                                                        | 0–2                                                                        | 4–1                                                                        |
| Roots d'Oakland (OAK)                                                      | PHX                                                                        | LAG                                                                        | SAC                                                                        | OCO                                                                        | ATX                                                                        | SDG                                                                        | SAC                                                                        | LVL                                                                        | LAG                                                                        | OCO                                                                        | PHX                                                                        | TAC                                                                        | SAC                                                                        | LAG                                                                        | NMU                                                                        | LVL                                                                        | PHX                                                                        | TAC                                                                        | TBR                                                                        | LVL                                                                        | SDG                                                                        | TAC                                                                        | LAG                                                                        | SDG                                                                        | OCO                                                                        | LVL                                                                        | SAC                                                                        | PHX                                                                        | OCO                                                                        | TAC                                                                        | SDG                                                                        | SKC                                                                        |
| Roots d'Oakland (OAK)                                                      | 0–3                                                                        | 3–2                                                                        | 3–3                                                                        | 0–1                                                                        | 0–0                                                                        | 0–1                                                                        | 0–0                                                                        | 1–2                                                                        | 0–3                                                                        | 0–3                                                                        | 0–1                                                                        | 1–3                                                                        | 0–0                                                                        | 2–1                                                                        | 1–1                                                                        | 3–1                                                                        | 3–1                                                                        | 3–1                                                                        | 0–3                                                                        | 1–0                                                                        | 0–0                                                                        | 3–1                                                                        | 0–1                                                                        | 2–1                                                                        | 1–2                                                                        | 2–2                                                                        | 2–1                                                                        | 0–1                                                                        | 0–1                                                                        | 0–0                                                                        | 4–3                                                                        | 1–0                                                                        |
| Energy d'Oklahoma City (OKC)                                               | TUL                                                                        | ATL                                                                        | SKC                                                                        | ATL                                                                        | BHM                                                                        | MEM                                                                        | IND                                                                        | BHM                                                                        | MEM                                                                        | SKC                                                                        | ATL                                                                        | TUL                                                                        | LOU                                                                        | TUL                                                                        | SKC                                                                        | LOU                                                                        | MEM                                                                        | ATL                                                                        | IND                                                                        | LOU                                                                        | RGV                                                                        | MEM                                                                        | SKC                                                                        | LOU                                                                        | BHM                                                                        | IND                                                                        | IND                                                                        | SAN                                                                        | ATX                                                                        | BHM                                                                        | ELP                                                                        | TUL                                                                        |
| Energy d'Oklahoma City (OKC)                                               | 1–3                                                                        | 0–1                                                                        | 1–1                                                                        | 2–2                                                                        | 0–1                                                                        | 0–0                                                                        | 1–1                                                                        | 1–2                                                                        | 1–0                                                                        | 1–0                                                                        | 2–1                                                                        | 0–0                                                                        | 1–3                                                                        | 2–1                                                                        | 0–0                                                                        | 1–2                                                                        | 4–1                                                                        | 2–2                                                                        | 1–2                                                                        | 0–0                                                                        | 2–1                                                                        | 1–0                                                                        | 0–3                                                                        | 1–1                                                                        | 1–1                                                                        | 2–0                                                                        | 1–1                                                                        | 0–1                                                                        | 1–1                                                                        | 0–0                                                                        | 0–4                                                                        | 0–2                                                                        |
| Orange County SC (OCO)                                                     | TAC                                                                        | SAC                                                                        | LAG                                                                        | SAC                                                                        | SDG                                                                        | OAK                                                                        | LVL                                                                        | LAG                                                                        | COS                                                                        | TAC                                                                        | SAC                                                                        | SDG                                                                        | RGV                                                                        | SAC                                                                        | LVL                                                                        | OAK                                                                        | LAG                                                                        | PHX                                                                        | TAC                                                                        | SDG                                                                        | CHS                                                                        | ELP                                                                        | LVL                                                                        | PHX                                                                        | OAK                                                                        | PHX                                                                        | TAC                                                                        | PHX                                                                        | OAK                                                                        | SDG                                                                        | LVL                                                                        | LAG                                                                        |
| Orange County SC (OCO)                                                     | 0–1                                                                        | 1–0                                                                        | 3–4                                                                        | 3–1                                                                        | 1–1                                                                        | 1–0                                                                        | 3–1                                                                        | 1–1                                                                        | 2–0                                                                        | 0–0                                                                        | 2–0                                                                        | 1–2                                                                        | 0–2                                                                        | 2–2                                                                        | 1–3                                                                        | 3–0                                                                        | 2–3                                                                        | 1–1                                                                        | 0–3                                                                        | 2–1                                                                        | 0–0                                                                        | 2–2                                                                        | 3–0                                                                        | 1–2                                                                        | 2–1                                                                        | 0–1                                                                        | 1–4                                                                        | 1–0                                                                        | 1–0                                                                        | 1–0                                                                        | 2–1                                                                        | 1–0                                                                        |
| Rising de Phoenix (PHX)                                                    | SDG                                                                        | OAK                                                                        | TBR                                                                        | LVL                                                                        | SAC                                                                        | SDG                                                                        | TAC                                                                        | SDG                                                                        | SAC                                                                        | LAG                                                                        | CLT                                                                        | LAG                                                                        | SDG                                                                        | RGV                                                                        | OAK                                                                        | LVL                                                                        | OCO                                                                        | SAC                                                                        | OAK                                                                        | NMU                                                                        | TAC                                                                        | LAG                                                                        | LVL                                                                        | OCO                                                                        | TAC                                                                        | LAG                                                                        | OCO                                                                        | OAK                                                                        | OCO                                                                        | LVL                                                                        | SAC                                                                        | TAC                                                                        |
| Rising de Phoenix (PHX)                                                    | 4–1                                                                        | 3–0                                                                        | 1–2                                                                        | 5–1                                                                        | 1–0                                                                        | 2–2                                                                        | 3–0                                                                        | 1–2                                                                        | 3–1                                                                        | 3–0                                                                        | 1–1                                                                        | 5–0                                                                        | 1–0                                                                        | 3–1                                                                        | 1–0                                                                        | 2–2                                                                        | 1–1                                                                        | 0–0                                                                        | 1–3                                                                        | 3–2                                                                        | 3–1                                                                        | 4–3                                                                        | 4–1                                                                        | 2–1                                                                        | 2–1                                                                        | 0–3                                                                        | 1–0                                                                        | 1–0                                                                        | 0–1                                                                        | 6–3                                                                        | 1–1                                                                        | 1–1                                                                        |
| Riverhounds de Pittsburgh (PGH)                                            | TBR                                                                        | HFD                                                                        | CLT                                                                        | NYR                                                                        | LDN                                                                        | ATX                                                                        | MIA                                                                        | IND                                                                        | TBR                                                                        | NYR                                                                        | LDN                                                                        | CLT                                                                        | CHS                                                                        | LDN                                                                        | NYR                                                                        | HFD                                                                        | CHS                                                                        | MIA                                                                        | CLT                                                                        | TBR                                                                        | ATL                                                                        | HFD                                                                        | NYR                                                                        | SAN                                                                        | LDN                                                                        | CLT                                                                        | CHS                                                                        | MIA                                                                        | TBR                                                                        | CHS                                                                        | MIA                                                                        | HFD                                                                        |
| Riverhounds de Pittsburgh (PGH)                                            | 0–3                                                                        | 1–1                                                                        | 0–1                                                                        | 3–0                                                                        | 3–2                                                                        | 0–1                                                                        | 1–1                                                                        | 1–0                                                                        | 2–1                                                                        | 2–1                                                                        | 1–2                                                                        | 1–0                                                                        | 1–1                                                                        | 1–0                                                                        | 3–1                                                                        | 3–1                                                                        | 3–2                                                                        | 2–3                                                                        | 0–1                                                                        | 0–0                                                                        | 4–1                                                                        | 3–2                                                                        | 1–0                                                                        | 1–1                                                                        | 5–0                                                                        | 0–1                                                                        | 3–3                                                                        | 2–3                                                                        | 2–0                                                                        | 2–1                                                                        | 1–0                                                                        | 0–0                                                                        |
| Real Monarchs (SLC)                                                        | SAN                                                                        | LAG                                                                        | ATX                                                                        | ATX                                                                        | NMU                                                                        | SAC                                                                        | RGV                                                                        | ELP                                                                        | TAC                                                                        | SAN                                                                        | NMU                                                                        | COS                                                                        | ELP                                                                        | ATX                                                                        | LVL                                                                        | ELP                                                                        | RGV                                                                        | SDG                                                                        | IND                                                                        | SAN                                                                        | COS                                                                        | SAN                                                                        | HFD                                                                        | NMU                                                                        | NYR                                                                        | ELP                                                                        | RGV                                                                        | COS                                                                        | ATX                                                                        | COL                                                                        | RGV                                                                        | NMU                                                                        |
| Real Monarchs (SLC)                                                        | 2–2                                                                        | 0–2                                                                        | 1–1                                                                        | 0–2                                                                        | 0–1                                                                        | 2–0                                                                        | 0–1                                                                        | 1–2                                                                        | 1–1                                                                        | 1–1                                                                        | 3–2                                                                        | 1–3                                                                        | 1–3                                                                        | 0–1                                                                        | 3–2                                                                        | 1–3                                                                        | 0–3                                                                        | 1–0                                                                        | 0–2                                                                        | 2–3                                                                        | 0–2                                                                        | 0–1                                                                        | 0–2                                                                        | 1–2                                                                        | 0–0                                                                        | 0–1                                                                        | 0–3                                                                        | 0–0                                                                        | 4–3                                                                        | 1–1                                                                        | 1–3                                                                        | 1–3                                                                        |
| Rio Grande Valley FC (RGV)                                                 | NMU                                                                        | SDG                                                                        | SAN                                                                        | ELP                                                                        | SAN                                                                        | MIA                                                                        | SLC                                                                        | ATX                                                                        | SAN                                                                        | TUL                                                                        | ELP                                                                        | ATX                                                                        | OCO                                                                        | ATX                                                                        | PHX                                                                        | SLC                                                                        | SAN                                                                        | COS                                                                        | ATX                                                                        | ELP                                                                        | OKC                                                                        | LDN                                                                        | COS                                                                        | COS                                                                        | ATL                                                                        | NMU                                                                        | SLC                                                                        | NMU                                                                        | COS                                                                        | NMU                                                                        | SLC                                                                        | ELP                                                                        |
| Rio Grande Valley FC (RGV)                                                 | 1–0                                                                        | 1–0                                                                        | 2–1                                                                        | 0–1                                                                        | 1–1                                                                        | 4–2                                                                        | 1–0                                                                        | 1–2                                                                        | 1–1                                                                        | 1–2                                                                        | 3–2                                                                        | 1–1                                                                        | 2–0                                                                        | 1–1                                                                        | 1–3                                                                        | 3–0                                                                        | 1–2                                                                        | 2–5                                                                        | 1–1                                                                        | 1–3                                                                        | 1–2                                                                        | 1–1                                                                        | 1–1                                                                        | 1–2                                                                        | 3–2                                                                        | 0–2                                                                        | 3–0                                                                        | 1–1                                                                        | 0–1                                                                        | 2–0                                                                        | 3–1                                                                        | 4–1                                                                        |
| Republic de Sacramento (SAC)                                               | LAG                                                                        | LVL                                                                        | OCO                                                                        | PHX                                                                        | OAK                                                                        | OCO                                                                        | SLC                                                                        | PHX                                                                        | SDG                                                                        | OAK                                                                        | OCO                                                                        | LVL                                                                        | OCO                                                                        | NYR                                                                        | TAC                                                                        | OAK                                                                        | LVL                                                                        | PHX                                                                        | SDG                                                                        | LAG                                                                        | LVL                                                                        | ELP                                                                        | SAN                                                                        | TAC                                                                        | LAG                                                                        | TAC                                                                        | OAK                                                                        | SDG                                                                        | LAG                                                                        | TAC                                                                        | PHX                                                                        | SDG                                                                        |
| Republic de Sacramento (SAC)                                               | 1–0                                                                        | 3–1                                                                        | 0–1                                                                        | 0–1                                                                        | 3–3                                                                        | 1–3                                                                        | 0–2                                                                        | 1–3                                                                        | 1–1                                                                        | 0–0                                                                        | 0–2                                                                        | 2–1                                                                        | 2–2                                                                        | 3–1                                                                        | 1–1                                                                        | 0–0                                                                        | 2–1                                                                        | 0–0                                                                        | 1–3                                                                        | 3–3                                                                        | 3–1                                                                        | 0–2                                                                        | 0–1                                                                        | 1–0                                                                        | 0–2                                                                        | 3–1                                                                        | 1–2                                                                        | 1–2                                                                        | 1–1                                                                        | 0–0                                                                        | 1–1                                                                        | 1–1                                                                        |
| San Antonio FC (SAN)                                                       | COS                                                                        | SLC                                                                        | RGV                                                                        | BHM                                                                        | RGV                                                                        | COS                                                                        | LVL                                                                        | NMU                                                                        | RGV                                                                        | SLC                                                                        | ATX                                                                        | COS                                                                        | NMU                                                                        | ELP                                                                        | ATX                                                                        | ELP                                                                        | RGV                                                                        | ELP                                                                        | SLC                                                                        | PGH                                                                        | ATX                                                                        | SLC                                                                        | NYR                                                                        | SAC                                                                        | NMU                                                                        | OKC                                                                        | ELP                                                                        | MEM                                                                        | TUL                                                                        | NMU                                                                        | ATX                                                                        | COS                                                                        |
| San Antonio FC (SAN)                                                       | 3–0                                                                        | 2–2                                                                        | 1–2                                                                        | 2–1                                                                        | 1–1                                                                        | 1–1                                                                        | 1–1                                                                        | 0–2                                                                        | 1–1                                                                        | 1–1                                                                        | 0–1                                                                        | 3–2                                                                        | 3–0                                                                        | 1–2                                                                        | 3–0                                                                        | 0–2                                                                        | 2–1                                                                        | 2–1                                                                        | 3–2                                                                        | 1–1                                                                        | 1–2                                                                        | 1–0                                                                        | 2–1                                                                        | 1–0                                                                        | 0–1                                                                        | 1–0                                                                        | 3–3                                                                        | 4–2                                                                        | 1–1                                                                        | 2–4                                                                        | 0–0                                                                        | 3–0                                                                        |
| Loyal de San Diego (SDG)                                                   | PHX                                                                        | RGV                                                                        | TAC                                                                        | LOU                                                                        | LVL                                                                        | PHX                                                                        | OCO                                                                        | LAG                                                                        | PHX                                                                        | LVL                                                                        | OAK                                                                        | SAC                                                                        | OCO                                                                        | PHX                                                                        | TAC                                                                        | LAG                                                                        | SLC                                                                        | TAC                                                                        | LVL                                                                        | OCO                                                                        | SAC                                                                        | LAG                                                                        | OAK                                                                        | TAC                                                                        | OAK                                                                        | LVL                                                                        | LAG                                                                        | SAC                                                                        | NMU                                                                        | OCO                                                                        | OAK                                                                        | SAC                                                                        |
| Loyal de San Diego (SDG)                                                   | 1–4                                                                        | 0–1                                                                        | 1–3                                                                        | 1–2                                                                        | 2–1                                                                        | 2–2                                                                        | 1–1                                                                        | 2–1                                                                        | 2–1                                                                        | 2–1                                                                        | 1–0                                                                        | 1–1                                                                        | 2–1                                                                        | 0–1                                                                        | 1–2                                                                        | 2–0                                                                        | 0–1                                                                        | 1–2                                                                        | 5–1                                                                        | 1–2                                                                        | 3–1                                                                        | 4–2                                                                        | 0–0                                                                        | 1–0                                                                        | 1–2                                                                        | 4–2                                                                        | 3–0                                                                        | 2–1                                                                        | 1–1                                                                        | 0–1                                                                        | 3–4                                                                        | 1–1                                                                        |
| Sporting II de Kansas City (SKC)                                           | TUL                                                                        | OKC                                                                        | COS                                                                        | LAG                                                                        | IND                                                                        | ELP                                                                        | TUL                                                                        | ATL                                                                        | TUL                                                                        | IND                                                                        | OKC                                                                        | MEM                                                                        | LOU                                                                        | ATL                                                                        | OKC                                                                        | LOU                                                                        | MEM                                                                        | LOU                                                                        | BHM                                                                        | ATL                                                                        | IND                                                                        | MEM                                                                        | BHM                                                                        | OKC                                                                        | IND                                                                        | TUL                                                                        | BHM                                                                        | MEM                                                                        | LOU                                                                        | ATL                                                                        | BHM                                                                        | OAK                                                                        |
| Sporting II de Kansas City (SKC)                                           | 0–2                                                                        | 1–1                                                                        | 0–4                                                                        | 1–1                                                                        | 0–2                                                                        | 0–0                                                                        | 4–1                                                                        | 2–2                                                                        | 3–4                                                                        | 1–2                                                                        | 0–1                                                                        | 3–2                                                                        | 2–4                                                                        | 1–0                                                                        | 0–0                                                                        | 1–2                                                                        | 1–2                                                                        | 1–4                                                                        | 2–4                                                                        | 1–4                                                                        | 1–1                                                                        | 0–0                                                                        | 0–1                                                                        | 3–0                                                                        | 0–1                                                                        | 1–1                                                                        | 0–1                                                                        | 1–3                                                                        | 3–4                                                                        | 0–3                                                                        | 0–6                                                                        | 0–1                                                                        |
| Defiance de Tacoma (TAC)                                                   | LAG                                                                        | SDG                                                                        | OCO                                                                        | LVL                                                                        | PHX                                                                        | COS                                                                        | SLC                                                                        | LAG                                                                        | LVL                                                                        | OCO                                                                        | LAG                                                                        | SDG                                                                        | NMU                                                                        | SAC                                                                        | OAK                                                                        | SDG                                                                        | OCO                                                                        | OAK                                                                        | LVL                                                                        | PHX                                                                        | OAK                                                                        | SDG                                                                        | SAC                                                                        | PHX                                                                        | SAC                                                                        | ATX                                                                        | OCO                                                                        | LVL                                                                        | SAC                                                                        | OAK                                                                        | LAG                                                                        | PHX                                                                        |
| Defiance de Tacoma (TAC)                                                   | 1–1                                                                        | 3–1                                                                        | 1–0                                                                        | 0–2                                                                        | 0–3                                                                        | 2–4                                                                        | 1–1                                                                        | 2–0                                                                        | 0–1                                                                        | 0–0                                                                        | 1–1                                                                        | 2–1                                                                        | 0–0                                                                        | 1–1                                                                        | 3–1                                                                        | 2–1                                                                        | 3–0                                                                        | 1–3                                                                        | 2–1                                                                        | 1–3                                                                        | 1–3                                                                        | 0–1                                                                        | 0–1                                                                        | 1–2                                                                        | 1–3                                                                        | 0–1                                                                        | 4–1                                                                        | 0–1                                                                        | 0–0                                                                        | 0–0                                                                        | 3–2                                                                        | 1–1                                                                        |
| Rowdies de Tampa Bay (TBR)                                                 | CLT                                                                        | PGH                                                                        | PHX                                                                        | MIA                                                                        | NYR                                                                        | CLT                                                                        | LDN                                                                        | PGH                                                                        | HFD                                                                        | CHS                                                                        | MIA                                                                        | HFD                                                                        | MIA                                                                        | LDN                                                                        | CLT                                                                        | NYR                                                                        | HFD                                                                        | PGH                                                                        | LDN                                                                        | CLT                                                                        | OAK                                                                        | CHS                                                                        | NYR                                                                        | ATL                                                                        | HFD                                                                        | CHS                                                                        | CHS                                                                        | PGH                                                                        | NYR                                                                        | MIA                                                                        | LDN                                                                        | LVL                                                                        |
| Rowdies de Tampa Bay (TBR)                                                 | 3–0                                                                        | 3–0                                                                        | 2–1                                                                        | 2–1                                                                        | 1–0                                                                        | 0–1                                                                        | 2–1                                                                        | 1–2                                                                        | 1–0                                                                        | 1–0                                                                        | 1–2                                                                        | 0–1                                                                        | 1–2                                                                        | 3–1                                                                        | 0–2                                                                        | 2–1                                                                        | 1–0                                                                        | 0–0                                                                        | 2–0                                                                        | 2-0                                                                        | 3–0                                                                        | 1–0                                                                        | 6–0                                                                        | 2–0                                                                        | 2–1                                                                        | 2–1                                                                        | 4–2                                                                        | 0–2                                                                        | 1–1                                                                        | 3–0                                                                        | 1–0                                                                        | 2–1                                                                        |
| FC Tulsa (TUL)                                                             | OKC                                                                        | SKC                                                                        | IND                                                                        | ATL                                                                        | SKC                                                                        | BHM                                                                        | SKC                                                                        | LOU                                                                        | RGV                                                                        | OKC                                                                        | LOU                                                                        | OKC                                                                        | MEM                                                                        | ATL                                                                        | IND                                                                        | BHM                                                                        | LOU                                                                        | BHM                                                                        | MEM                                                                        | ATL                                                                        | LOU                                                                        | IND                                                                        | BHM                                                                        | ATX                                                                        | SKC                                                                        | MEM                                                                        | ELP                                                                        | SAN                                                                        | ATL                                                                        | IND                                                                        | MEM                                                                        | OKC                                                                        |
| FC Tulsa (TUL)                                                             | 3–1                                                                        | 2–0                                                                        | 2–0                                                                        | 0–5                                                                        | 1–4                                                                        | 1–2                                                                        | 4–3                                                                        | 2–3                                                                        | 2–1                                                                        | 0–0                                                                        | 3–2                                                                        | 1–2                                                                        | 0–1                                                                        | 1–2                                                                        | 0–2                                                                        | 3–1                                                                        | 1–2                                                                        | 2–1                                                                        | 2–1                                                                        | 2–0                                                                        | 1–0                                                                        | 2–1                                                                        | 1–1                                                                        | 0–1                                                                        | 1–1                                                                        | 0–3                                                                        | 1–2                                                                        | 1–1                                                                        | 4–0                                                                        | 1–1                                                                        | 2–3                                                                        | 2–0                                                                        |

## Séries éliminatoires

### Règlement
Seize équipes se qualifient pour les séries éliminatoires (soit quatre équipes par division). Le format des séries est une phase à élimination directe. À chaque tour, c'est l'équipe la mieux classée au niveau général qui reçoit.
La finale du championnat a lieu sur le terrain de la meilleure équipe en phase régulière. Cette finale se déroule en un seul match, avec prolongations et tirs au but pour départager, si nécessaire, les équipes.

### Tableau
|  | Quarts de finale de conférence     | Quarts de finale de conférence     | Quarts de finale de conférence | Quarts de finale de conférence |                               |                               | Demi-finales de conférence  | Demi-finales de conférence  | Demi-finales de conférence  | Demi-finales de conférence  |  |  | Finales de conférence       | Finales de conférence       | Finales de conférence       | Finales de conférence       |  |  | USL Championship 2021       | USL Championship 2021       | USL Championship 2021       | USL Championship 2021       |
|  |                                    |                                    |                                |                                |                               |                               |                             |                             |                             |                             |  |  |                             |                             |                             |                             |  |  |                             |                             |                             |                             |
|  | 10 novembre, St. Petersburg        | 10 novembre, St. Petersburg        | 10 novembre, St. Petersburg    | 10 novembre, St. Petersburg    |                               |                               | 13 novembre, St. Petersburg | 13 novembre, St. Petersburg | 13 novembre, St. Petersburg | 13 novembre, St. Petersburg |  |  | 20 novembre, St. Petersburg | 20 novembre, St. Petersburg | 20 novembre, St. Petersburg | 20 novembre, St. Petersburg |  |  | 28 novembre, St. Petersburg | 28 novembre, St. Petersburg | 28 novembre, St. Petersburg | 28 novembre, St. Petersburg |
|  | A1 Rowdies de Tampa Bay            | A1 Rowdies de Tampa Bay            | 6                              | 6                              |                               |                               | 13 novembre, St. Petersburg | 13 novembre, St. Petersburg | 13 novembre, St. Petersburg | 13 novembre, St. Petersburg |  |  | 20 novembre, St. Petersburg | 20 novembre, St. Petersburg | 20 novembre, St. Petersburg | 20 novembre, St. Petersburg |  |  | 28 novembre, St. Petersburg | 28 novembre, St. Petersburg | 28 novembre, St. Petersburg | 28 novembre, St. Petersburg |
|  | A1 Rowdies de Tampa Bay            | A1 Rowdies de Tampa Bay            | 6                              | 6                              |                               |                               | 13 novembre, St. Petersburg | 13 novembre, St. Petersburg | 13 novembre, St. Petersburg | 13 novembre, St. Petersburg |  |  | 20 novembre, St. Petersburg | 20 novembre, St. Petersburg | 20 novembre, St. Petersburg | 20 novembre, St. Petersburg |  |  | 28 novembre, St. Petersburg | 28 novembre, St. Petersburg | 28 novembre, St. Petersburg | 28 novembre, St. Petersburg |
|  | C4 FC Tulsa                        | C4 FC Tulsa                        | 2                              | 2                              |                               |                               | 13 novembre, St. Petersburg | 13 novembre, St. Petersburg | 13 novembre, St. Petersburg | 13 novembre, St. Petersburg |  |  | 20 novembre, St. Petersburg | 20 novembre, St. Petersburg | 20 novembre, St. Petersburg | 20 novembre, St. Petersburg |  |  | 28 novembre, St. Petersburg | 28 novembre, St. Petersburg | 28 novembre, St. Petersburg | 28 novembre, St. Petersburg |
|  | C4 FC Tulsa                        | C4 FC Tulsa                        | 2                              | 2                              | A1 Rowdies de Tampa Bay       | A1 Rowdies de Tampa Bay       | 1                           | 1                           |                             |                             |  |  | 20 novembre, St. Petersburg | 20 novembre, St. Petersburg | 20 novembre, St. Petersburg | 20 novembre, St. Petersburg |  |  | 28 novembre, St. Petersburg | 28 novembre, St. Petersburg | 28 novembre, St. Petersburg | 28 novembre, St. Petersburg |
|  | 10 novembre                        |                                    |                                |                                | A1 Rowdies de Tampa Bay       | A1 Rowdies de Tampa Bay       | 1                           | 1                           |                             |                             |  |  | 20 novembre, St. Petersburg | 20 novembre, St. Petersburg | 20 novembre, St. Petersburg | 20 novembre, St. Petersburg |  |  | 28 novembre, St. Petersburg | 28 novembre, St. Petersburg | 28 novembre, St. Petersburg | 28 novembre, St. Petersburg |
|  |                                    |                                    | C2 Legion de Birmingham        | C2 Legion de Birmingham        | 0                             | 0                             |                             |                             |                             |                             |  |  | 20 novembre, St. Petersburg | 20 novembre, St. Petersburg | 20 novembre, St. Petersburg | 20 novembre, St. Petersburg |  |  | 28 novembre, St. Petersburg | 28 novembre, St. Petersburg | 28 novembre, St. Petersburg | 28 novembre, St. Petersburg |
|  | C2 Legion de Birmingham            | C2 Legion de Birmingham            | C2 Legion de Birmingham        | C2 Legion de Birmingham        | 0                             | 0                             | 0                           | 0                           |                             |                             |  |  | 20 novembre, St. Petersburg | 20 novembre, St. Petersburg | 20 novembre, St. Petersburg | 20 novembre, St. Petersburg |  |  | 28 novembre, St. Petersburg | 28 novembre, St. Petersburg | 28 novembre, St. Petersburg | 28 novembre, St. Petersburg |
|  | C2 Legion de Birmingham            | C2 Legion de Birmingham            | 13 novembre, Louisville        |                                |                               |                               | 0                           | 0                           |                             |                             |  |  | 20 novembre, St. Petersburg | 20 novembre, St. Petersburg | 20 novembre, St. Petersburg | 20 novembre, St. Petersburg |  |  | 28 novembre, St. Petersburg | 28 novembre, St. Petersburg | 28 novembre, St. Petersburg | 28 novembre, St. Petersburg |
|  | A3 Riverhounds de Pittsburgh       | A3 Riverhounds de Pittsburgh       | FOR                            | FOR                            |                               |                               |                             |                             |                             |                             |  |  | 20 novembre, St. Petersburg | 20 novembre, St. Petersburg | 20 novembre, St. Petersburg | 20 novembre, St. Petersburg |  |  | 28 novembre, St. Petersburg | 28 novembre, St. Petersburg | 28 novembre, St. Petersburg | 28 novembre, St. Petersburg |
|  | A3 Riverhounds de Pittsburgh       | A3 Riverhounds de Pittsburgh       | FOR                            | FOR                            | A1 Rowdies de Tampa Bay a. p. | A1 Rowdies de Tampa Bay a. p. | 3                           | 3                           |                             |                             |  |  |                             |                             |                             |                             |  |  | 28 novembre, St. Petersburg | 28 novembre, St. Petersburg | 28 novembre, St. Petersburg | 28 novembre, St. Petersburg |
|  | 6 novembre, Louisville             |                                    |                                |                                | A1 Rowdies de Tampa Bay a. p. | A1 Rowdies de Tampa Bay a. p. | 3                           | 3                           |                             |                             |  |  |                             |                             |                             |                             |  |  | 28 novembre, St. Petersburg | 28 novembre, St. Petersburg | 28 novembre, St. Petersburg | 28 novembre, St. Petersburg |
|  |                                    |                                    | C1 Louisville City             | C1 Louisville City             | 2                             | 2                             |                             |                             |                             |                             |  |  |                             |                             |                             |                             |  |  | 28 novembre, St. Petersburg | 28 novembre, St. Petersburg | 28 novembre, St. Petersburg | 28 novembre, St. Petersburg |
|  | C1 Louisville City                 | C1 Louisville City                 | C1 Louisville City             | C1 Louisville City             | 2                             | 2                             | 1                           | 1                           |                             |                             |  |  |                             |                             |                             |                             |  |  | 28 novembre, St. Petersburg | 28 novembre, St. Petersburg | 28 novembre, St. Petersburg | 28 novembre, St. Petersburg |
|  | C1 Louisville City                 | C1 Louisville City                 | 20 novembre, Irvine            |                                |                               |                               | 1                           | 1                           |                             |                             |  |  |                             |                             |                             |                             |  |  | 28 novembre, St. Petersburg | 28 novembre, St. Petersburg | 28 novembre, St. Petersburg | 28 novembre, St. Petersburg |
|  | A4 Miami FC                        | A4 Miami FC                        | 0                              | 0                              |                               |                               |                             |                             |                             |                             |  |  |                             |                             |                             |                             |  |  | 28 novembre, St. Petersburg | 28 novembre, St. Petersburg | 28 novembre, St. Petersburg | 28 novembre, St. Petersburg |
|  | A4 Miami FC                        | A4 Miami FC                        | 0                              | 0                              | C1 Louisville City            | C1 Louisville City            | 1                           | 1                           |                             |                             |  |  |                             |                             |                             |                             |  |  | 28 novembre, St. Petersburg | 28 novembre, St. Petersburg | 28 novembre, St. Petersburg | 28 novembre, St. Petersburg |
|  | 6 novembre, Charlotte              |                                    |                                |                                | C1 Louisville City            | C1 Louisville City            | 1                           | 1                           |                             |                             |  |  |                             |                             |                             |                             |  |  | 28 novembre, St. Petersburg | 28 novembre, St. Petersburg | 28 novembre, St. Petersburg | 28 novembre, St. Petersburg |
|  |                                    |                                    | A2 Independence de Charlotte   | A2 Independence de Charlotte   | 0                             | 0                             |                             |                             |                             |                             |  |  |                             |                             |                             |                             |  |  | 28 novembre, St. Petersburg | 28 novembre, St. Petersburg | 28 novembre, St. Petersburg | 28 novembre, St. Petersburg |
|  | A2 Independence de Charlotte       | A2 Independence de Charlotte       | A2 Independence de Charlotte   | A2 Independence de Charlotte   | 0                             | 0                             | 3                           | 3                           |                             |                             |  |  |                             |                             |                             |                             |  |  | 28 novembre, St. Petersburg | 28 novembre, St. Petersburg | 28 novembre, St. Petersburg | 28 novembre, St. Petersburg |
|  | A2 Independence de Charlotte       | A2 Independence de Charlotte       | 13 novembre, Irvine            |                                |                               |                               | 3                           | 3                           |                             |                             |  |  |                             |                             |                             |                             |  |  | 28 novembre, St. Petersburg | 28 novembre, St. Petersburg | 28 novembre, St. Petersburg | 28 novembre, St. Petersburg |
|  | C3 Memphis 901                     | C3 Memphis 901                     | 1                              | 1                              |                               |                               |                             |                             |                             |                             |  |  |                             |                             |                             |                             |  |  | 28 novembre, St. Petersburg | 28 novembre, St. Petersburg | 28 novembre, St. Petersburg | 28 novembre, St. Petersburg |
|  | C3 Memphis 901                     | C3 Memphis 901                     | 1                              | 1                              | A1 Rowdies de Tampa Bay       | A1 Rowdies de Tampa Bay       | 1                           | 1                           |                             |                             |  |  |                             |                             |                             |                             |  |  |                             |                             |                             |                             |
|  | 6 novembre, Irvine                 |                                    |                                |                                | A1 Rowdies de Tampa Bay       | A1 Rowdies de Tampa Bay       | 1                           | 1                           |                             |                             |  |  |                             |                             |                             |                             |  |  |                             |                             |                             |                             |
|  |                                    |                                    | P2 Orange County SC            | P2 Orange County SC            | 3                             | 3                             |                             |                             |                             |                             |  |  |                             |                             |                             |                             |  |  |                             |                             |                             |                             |
|  | P2 Orange County SC                | P2 Orange County SC                | P2 Orange County SC            | P2 Orange County SC            | 3                             | 3                             | 1                           | 1                           |                             |                             |  |  |                             |                             |                             |                             |  |  |                             |                             |                             |                             |
|  | P2 Orange County SC                | P2 Orange County SC                |                                |                                |                               |                               |                             | 1                           |                             |                             |  |  |                             |                             |                             |                             |  |  |                             |                             |                             |                             |
|  | M3 Switchbacks de Colorado Springs | M3 Switchbacks de Colorado Springs | 0                              | 0                              |                               |                               |                             |                             |                             |                             |  |  |                             |                             |                             |                             |  |  |                             |                             |                             |                             |
|  | M3 Switchbacks de Colorado Springs | M3 Switchbacks de Colorado Springs | 0                              | 0                              | P2 Orange County SC t. a. b.  | P2 Orange County SC t. a. b.  | 0 (6)                       | 0 (6)                       |                             |                             |  |  |                             |                             |                             |                             |  |  |                             |                             |                             |                             |
|  | 5 novembre, El Paso                |                                    |                                |                                | P2 Orange County SC t. a. b.  | P2 Orange County SC t. a. b.  | 0 (6)                       | 0 (6)                       |                             |                             |  |  |                             |                             |                             |                             |  |  |                             |                             |                             |                             |
|  |                                    |                                    | P4 Roots d'Oakland             | P4 Roots d'Oakland             | 0 (5)                         | 0 (5)                         |                             |                             |                             |                             |  |  |                             |                             |                             |                             |  |  |                             |                             |                             |                             |
|  | M1 Locomotive d'El Paso            | M1 Locomotive d'El Paso            | P4 Roots d'Oakland             | P4 Roots d'Oakland             | 0 (5)                         | 0 (5)                         | 0                           | 0                           |                             |                             |  |  |                             |                             |                             |                             |  |  |                             |                             |                             |                             |
|  | M1 Locomotive d'El Paso            | M1 Locomotive d'El Paso            | 13 novembre, San Antonio       |                                |                               |                               | 0                           | 0                           |                             |                             |  |  |                             |                             |                             |                             |  |  |                             |                             |                             |                             |
|  | P4 Roots d'Oakland                 | P4 Roots d'Oakland                 | 1                              | 1                              |                               |                               |                             |                             |                             |                             |  |  |                             |                             |                             |                             |  |  |                             |                             |                             |                             |
|  | P4 Roots d'Oakland                 | P4 Roots d'Oakland                 | 1                              | 1                              | P2 Orange County SC t. a. b.  | P2 Orange County SC t. a. b.  | 1 (5)                       | 1 (5)                       |                             |                             |  |  |                             |                             |                             |                             |  |  |                             |                             |                             |                             |
|  | 5 novembre, San Antonio            |                                    |                                |                                | P2 Orange County SC t. a. b.  | P2 Orange County SC t. a. b.  | 1 (5)                       | 1 (5)                       |                             |                             |  |  |                             |                             |                             |                             |  |  |                             |                             |                             |                             |
|  |                                    |                                    | M2 San Antonio FC              | M2 San Antonio FC              | 1 (3)                         | 1 (3)                         |                             |                             |                             |                             |  |  |                             |                             |                             |                             |  |  |                             |                             |                             |                             |
|  | M2 San Antonio FC                  | M2 San Antonio FC                  | M2 San Antonio FC              | M2 San Antonio FC              | 1 (3)                         | 1 (3)                         | 2                           | 2                           |                             |                             |  |  |                             |                             |                             |                             |  |  |                             |                             |                             |                             |
|  | M2 San Antonio FC                  | M2 San Antonio FC                  |                                |                                |                               |                               |                             | 2                           |                             |                             |  |  |                             |                             |                             |                             |  |  |                             |                             |                             |                             |
|  | P3 Loyal de San Diego              | P3 Loyal de San Diego              | 0                              | 0                              |                               |                               |                             |                             |                             |                             |  |  |                             |                             |                             |                             |  |  |                             |                             |                             |                             |
|  | P3 Loyal de San Diego              | P3 Loyal de San Diego              | 0                              | 0                              | M2 San Antonio FC             | M2 San Antonio FC             | 3                           | 3                           |                             |                             |  |  |                             |                             |                             |                             |  |  |                             |                             |                             |                             |
|  | 6 novembre, Chandler               |                                    |                                |                                | M2 San Antonio FC             | M2 San Antonio FC             | 3                           | 3                           |                             |                             |  |  |                             |                             |                             |                             |  |  |                             |                             |                             |                             |
|  |                                    |                                    | M4 Rio Grande Valley FC        | M4 Rio Grande Valley FC        | 1                             | 1                             |                             |                             |                             |                             |  |  |                             |                             |                             |                             |  |  |                             |                             |                             |                             |
|  | P1 Rising de Phoenix               | P1 Rising de Phoenix               | M4 Rio Grande Valley FC        | M4 Rio Grande Valley FC        | 1                             | 1                             | 3 (3)                       | 3 (3)                       |                             |                             |  |  |                             |                             |                             |                             |  |  |                             |                             |                             |                             |
|  | P1 Rising de Phoenix               | P1 Rising de Phoenix               |                                |                                |                               |                               |                             | 3 (3)                       |                             |                             |  |  |                             |                             |                             |                             |  |  |                             |                             |                             |                             |
|  | M4 Rio Grande Valley FC t. a. b.   | M4 Rio Grande Valley FC t. a. b.   | 3 (4)                          | 3 (4)                          |                               |                               |                             |                             |                             |                             |  |  |                             |                             |                             |                             |  |  |                             |                             |                             |                             |
|  | M4 Rio Grande Valley FC t. a. b.   | M4 Rio Grande Valley FC t. a. b.   | 3 (4)                          | 3 (4)                          |                               |                               |                             |                             |                             |                             |  |  |                             |                             |                             |                             |  |  |                             |                             |                             |                             |
|  |                                    |                                    |                                |                                |                               |                               |                             |                             |                             |                             |  |  |                             |                             |                             |                             |  |  |                             |                             |                             |                             |

### Résultats

#### Quarts de finale de conférence

##### Est
| 6 novembre 2021 | Independence de Charlotte              | 3 - 1   | Memphis 901 |                                                                                          |                                                                                          |
|                 | Johnson 10e · Fuchs 32e · Marveaux 72e | (2 - 0) | 83e Murphy  | American Legion Memorial Stadium, Charlotte Spectateurs : 2 723 Arbitrage : Mark Allatin | American Legion Memorial Stadium, Charlotte Spectateurs : 2 723 Arbitrage : Mark Allatin |
|                 | Rapport                                |         |             | American Legion Memorial Stadium, Charlotte Spectateurs : 2 723 Arbitrage : Mark Allatin | American Legion Memorial Stadium, Charlotte Spectateurs : 2 723 Arbitrage : Mark Allatin |

| 6 novembre 2021 | Rowdies de Tampa Bay                                                                    | 6 - 2   | FC Tulsa               |                                                                                   |                                                                                   |
|                 | Guenzatti 21e · Benton 46e (csc) · Dos Santos 56e · Fernandes 89e 90+5e · Mkosana 90+2e | (1 - 0) | 67e Rivas · 90e Suárez | Al Lang Stadium, St. Petersburg Spectateurs : 6 262 Arbitrage : Sergii Demianchuk | Al Lang Stadium, St. Petersburg Spectateurs : 6 262 Arbitrage : Sergii Demianchuk |
|                 | Rapport                                                                                 |         |                        | Al Lang Stadium, St. Petersburg Spectateurs : 6 262 Arbitrage : Sergii Demianchuk | Al Lang Stadium, St. Petersburg Spectateurs : 6 262 Arbitrage : Sergii Demianchuk |

| 6 novembre 2021 | Louisville City | 1 - 0   | Miami FC |                                                                              |                                                                              |
|                 | Gonzalez 74e    | (0 - 0) |          | Lynn Family Stadium, Louisville Spectateurs : 9 097 Arbitrage : Elton García | Lynn Family Stadium, Louisville Spectateurs : 9 097 Arbitrage : Elton García |
|                 | Rapport         |         |          | Lynn Family Stadium, Louisville Spectateurs : 9 097 Arbitrage : Elton García | Lynn Family Stadium, Louisville Spectateurs : 9 097 Arbitrage : Elton García |

| 7 novembre 2021 | Legion de Birmingham | Annulé | Riverhounds de Pittsburgh |                        |
|                 |                      |        |                           | BBVA Field, Birmingham |
|                 | Rapport              |        |                           |                        |

##### Ouest
| 5 novembre 2021 | San Antonio FC          | 2 - 0   | Loyal de San Diego |                                                                            |                                                                            |
|                 | Nathan 14e · Patiño 25e | (2 - 0) |                    | Toyota Field, San Antonio Spectateurs : 7 003 Arbitrage : Matthew Thompson | Toyota Field, San Antonio Spectateurs : 7 003 Arbitrage : Matthew Thompson |
|                 | Rapport                 |         |                    | Toyota Field, San Antonio Spectateurs : 7 003 Arbitrage : Matthew Thompson | Toyota Field, San Antonio Spectateurs : 7 003 Arbitrage : Matthew Thompson |

| 5 novembre 2021 | Locomotive d'El Paso | 0 - 1   | Roots d'Oakland |                                                                                 |                                                                                 |
|                 |                      | (0 - 0) | 76e Bokila      | Southwest University Park, El Paso Spectateurs : 7 201 Arbitrage : Ismir Pekmic | Southwest University Park, El Paso Spectateurs : 7 201 Arbitrage : Ismir Pekmic |
|                 | Rapport              |         |                 | Southwest University Park, El Paso Spectateurs : 7 201 Arbitrage : Ismir Pekmic | Southwest University Park, El Paso Spectateurs : 7 201 Arbitrage : Ismir Pekmic |

| 6 novembre 2021 | Orange County SC | 1 - 0   | Switchbacks de Colorado Springs |                                                                                   |                                                                                   |
|                 | Damus 45+1e      | (1 - 0) |                                 | Championship Soccer Stadium, Irvine Spectateurs : 4 194 Arbitrage : Lukasz Szpala | Championship Soccer Stadium, Irvine Spectateurs : 4 194 Arbitrage : Lukasz Szpala |
|                 | Rapport          |         |                                 | Championship Soccer Stadium, Irvine Spectateurs : 4 194 Arbitrage : Lukasz Szpala | Championship Soccer Stadium, Irvine Spectateurs : 4 194 Arbitrage : Lukasz Szpala |

| 6 novembre 2021                             | Rising de Phoenix               | 3 - 3 3 - 4 t. a. b.                   | Rio Grande Valley FC                    |                                                                                  |                                                                                  |
|                                             | Asante 23e 101e · Rodríguez 54e | (1 - 1, 2 - 2, 3 - 2)                  | 19e Njie · 71e López · 109e (pen.) Amoh | Wild Horse Pass Stadium, Chandler Spectateurs : 8 234 Arbitrage : Brandon Stevis | Wild Horse Pass Stadium, Chandler Spectateurs : 8 234 Arbitrage : Brandon Stevis |
|                                             | Rapport                         |                                        |                                         | Wild Horse Pass Stadium, Chandler Spectateurs : 8 234 Arbitrage : Brandon Stevis | Wild Horse Pass Stadium, Chandler Spectateurs : 8 234 Arbitrage : Brandon Stevis |
| Bakero · Rodríguez · Quinn · Farrell · Moar | Tirs au but 3 - 4               | Njie · Ycaza · Pimentel · López · Amoh |                                         | Wild Horse Pass Stadium, Chandler Spectateurs : 8 234 Arbitrage : Brandon Stevis | Wild Horse Pass Stadium, Chandler Spectateurs : 8 234 Arbitrage : Brandon Stevis |

#### Demi-finales de conférence

##### Est
| 13 novembre 2021 | Rowdies de Tampa Bay | 1 - 0   | Legion de Birmingham |                                                                              |                                                                              |
|                  | Ekra 57e             | (0 - 0) |                      | Al Lang Stadium, St. Petersburg Spectateurs : 5 949 Arbitrage : Elton García | Al Lang Stadium, St. Petersburg Spectateurs : 5 949 Arbitrage : Elton García |
|                  | Rapport              |         |                      | Al Lang Stadium, St. Petersburg Spectateurs : 5 949 Arbitrage : Elton García | Al Lang Stadium, St. Petersburg Spectateurs : 5 949 Arbitrage : Elton García |

| 13 novembre 2021 | Louisville City      | 1 - 0   | Independence de Charlotte |                                                                                 |                                                                                 |
|                  | Lancaster 89e (pen.) | (0 - 0) |                           | Lynn Family Stadium, Louisville Spectateurs : 9 155 Arbitrage : Elijio Arreguin | Lynn Family Stadium, Louisville Spectateurs : 9 155 Arbitrage : Elijio Arreguin |
|                  | Rapport              |         |                           | Lynn Family Stadium, Louisville Spectateurs : 9 155 Arbitrage : Elijio Arreguin | Lynn Family Stadium, Louisville Spectateurs : 9 155 Arbitrage : Elijio Arreguin |

##### Ouest
| 13 novembre 2021                                         | Orange County SC  | 0 - 0 6 - 5 t. a. b.                           | Roots d'Oakland |                                                                                      |                                                                                      |
|                                                          |                   | (0 - 0, 0 - 0, 0 - 0)                          |                 | Championship Soccer Stadium, Irvine Spectateurs : 5 218 Arbitrage : Matthew Thompson | Championship Soccer Stadium, Irvine Spectateurs : 5 218 Arbitrage : Matthew Thompson |
|                                                          | Rapport           |                                                |                 | Championship Soccer Stadium, Irvine Spectateurs : 5 218 Arbitrage : Matthew Thompson | Championship Soccer Stadium, Irvine Spectateurs : 5 218 Arbitrage : Matthew Thompson |
| Kuningas · Powers · Casiple · Enevoldsen · Okoli · Damus | Tirs au but 6 - 5 | Morad · Bokila · Mbumba · Nane · Harish · Ward |                 | Championship Soccer Stadium, Irvine Spectateurs : 5 218 Arbitrage : Matthew Thompson | Championship Soccer Stadium, Irvine Spectateurs : 5 218 Arbitrage : Matthew Thompson |

| 13 novembre 2021 | San Antonio FC              | 3 - 1   | Rio Grande Valley FC |                                                                        |                                                                        |
|                  | Patiño 24e 55e · Nathan 61e | (1 - 0) | 69e (pen.) Amoh      | Toyota Field, San Antonio Spectateurs : 7 966 Arbitrage : Mark Allatin | Toyota Field, San Antonio Spectateurs : 7 966 Arbitrage : Mark Allatin |
|                  | Rapport                     |         |                      | Toyota Field, San Antonio Spectateurs : 7 966 Arbitrage : Mark Allatin | Toyota Field, San Antonio Spectateurs : 7 966 Arbitrage : Mark Allatin |

#### Finales de conférence

##### Est
| 20 novembre 2021 | Rowdies de Tampa Bay                | 3 - 2 a. p.           | Louisville City             |                                                                               |                                                                               |
|                  | Mkosana 83e 90+6e · Dos Santos 102e | (0 - 2, 2 - 2, 3 - 2) | 10e Ownby · 23e (csc) Lasso | Al Lang Stadium, St. Petersburg Spectateurs : 7 120 Arbitrage : Lukasz Szpala | Al Lang Stadium, St. Petersburg Spectateurs : 7 120 Arbitrage : Lukasz Szpala |
|                  | Rapport                             |                       |                             | Al Lang Stadium, St. Petersburg Spectateurs : 7 120 Arbitrage : Lukasz Szpala | Al Lang Stadium, St. Petersburg Spectateurs : 7 120 Arbitrage : Lukasz Szpala |

##### Ouest
| 20 novembre 2021                              | Orange County SC  | 1 - 1 5 - 3 t. a. b.                | San Antonio FC |                                                                                  |                                                                                  |
|                                               | Damus 39e         | (1 - 0, 1 - 1, 1 - 1)               | 67e Epps       | Championship Soccer Stadium, Irvine Spectateurs : 5 386 Arbitrage : Elton García | Championship Soccer Stadium, Irvine Spectateurs : 5 386 Arbitrage : Elton García |
|                                               | Rapport           |                                     |                | Championship Soccer Stadium, Irvine Spectateurs : 5 386 Arbitrage : Elton García | Championship Soccer Stadium, Irvine Spectateurs : 5 386 Arbitrage : Elton García |
| Casiple · Powers · Mines · Enevoldsen · Okoli | Tirs au but 5 - 3 | Maloney · Patiño · Khmiri · Dhillon |                | Championship Soccer Stadium, Irvine Spectateurs : 5 386 Arbitrage : Elton García | Championship Soccer Stadium, Irvine Spectateurs : 5 386 Arbitrage : Elton García |

#### USL Championship 2021
| 28 novembre 2021 | Rowdies de Tampa Bay | 1 - 3   | Orange County SC             |                                                                                |                                                                                |
|                  | Fernandes 57e        | (0 - 3) | 25e 38e Damus · 45e Kuningas | Al Lang Stadium, St. Petersburg Spectateurs : 7 521 Arbitrage : Rubiel Vazquez | Al Lang Stadium, St. Petersburg Spectateurs : 7 521 Arbitrage : Rubiel Vazquez |
|                  | Rapport              |         |                              | Al Lang Stadium, St. Petersburg Spectateurs : 7 521 Arbitrage : Rubiel Vazquez | Al Lang Stadium, St. Petersburg Spectateurs : 7 521 Arbitrage : Rubiel Vazquez |

## Statistiques individuelles
| Rang | Joueur              | Équipe                          | Buts |
| ---- | ------------------- | ------------------------------- | ---- |
| 1    | Hadji Barry         | Switchbacks de Colorado Springs | 25   |
| 2    | Sebastián Guenzatti | Rowdies de Tampa Bay            | 21   |
| 3    | Cameron Lancaster   | Louisville City                 | 20   |
| 3    | Kyle Murphy         | Memphis 901                     | 20   |
| 5    | Neco Brett          | Legion de Birmingham            | 18   |
| 6    | Preston Judd        | Galaxy II de Los Angeles        | 17   |
| 7    | Russell Cicerone    | Riverhounds de Pittsburgh       | 16   |
| 7    | Santi Moar          | Rising de Phoenix               | 16   |
| 9    | Ronaldo Damus       | Orange County SC                | 14   |
| 9    | Chris Wehan         | Orange County SC                | 14   |

| Rang | Joueur           | Équipe                          | Passes |
| ---- | ---------------- | ------------------------------- | ------ |
| 1    | Danny Barrera    | Athletic de Hartford            | 12     |
| 2    | Brian Ownby      | Louisville City                 | 11     |
| 2    | Aodhan Quinn     | Rising de Phoenix               | 11     |
| 4    | Zeiko Lewis      | Battery de Charleston           | 10     |
| 5    | Alex Dixon       | Riverhounds de Pittsburgh       | 9      |
| 5    | Josh Drack       | Galaxy II de Los Angeles        | 9      |
| 7    | Russell Cicerone | Riverhounds de Pittsburgh       | 8      |
| 7    | Kadeem Dacres    | Memphis 901                     | 8      |
| 7    | Jonathan Gómez   | Louisville City                 | 8      |
| 7    | Michee Ngalina   | Switchbacks de Colorado Springs | 8      |

## Récompenses individuelles

### Récompenses annuelles
| Trophée               | Joueur          | Équipe                          |
| --------------------- | --------------- | ------------------------------- |
| Meilleur joueur       | Hadji Barry     | Switchbacks de Colorado Springs |
| Meilleur buteur       | Hadji Barry     | Switchbacks de Colorado Springs |
| Meilleur passeur      | Danny Barrera   | Athletic de Hartford            |
| Meilleur entraîneur   | Neill Collins   | Rowdies de Tampa Bay            |
| Meilleur gardien      | Evan Louro      | Rowdies de Tampa Bay            |
| Meilleur défenseur    | Forrest Lasso   | Rowdies de Tampa Bay            |
| Meilleur jeune joueur | Jonathan Gómez  | Louisville City                 |
| But de l'année        | Austin Yearwood | New Mexico United               |
| Arrêt de l'année      | Joe Kuzminsky   | Battery de Charleston           |

#### Onze type de l'année
| Poste      | Joueurs             | Club                            |
| ---------- | ------------------- | ------------------------------- |
| Gardien    | Evan Louro          | Rowdies de Tampa Bay            |
| Défenseurs | Paco Craig          | Miami FC                        |
| Défenseurs | Jonathan Gómez      | Louisville City                 |
| Défenseurs | Forrest Lasso       | Rowdies de Tampa Bay            |
| Défenseurs | Sean Totsch         | Louisville City                 |
| Milieux    | Danny Barrera       | Athletic de Hartford            |
| Milieux    | Jorge Hernandez     | Galaxy II de Los Angeles        |
| Milieux    | Aodhan Quinn        | Rising de Phoenix               |
| Attaquant  | Hadji Barry (en)    | Switchbacks de Colorado Springs |
| Attaquant  | Sebastián Guenzatti | Rowdies de Tampa Bay            |
| Attaquant  | Santi Moar          | Rising de Phoenix               |

| Club                            | Nombre de joueurs |
| ------------------------------- | ----------------- |
| Rowdies de Tampa Bay            | 3                 |
| Louisville City                 | 2                 |
| Rising de Phoenix               | 2                 |
| Switchbacks de Colorado Springs | 1                 |
| Athletic de Hartford            | 1                 |
| Galaxy II de Los Angeles        | 1                 |
| Miami FC                        | 1                 |

| Poste      | Joueurs             | Club                      |
| ---------- | ------------------- | ------------------------- |
| Gardien    | Matt Van Oekel      | Legion de Birmingham      |
| Défenseurs | Aarón Guillén       | Rowdies de Tampa Bay      |
| Défenseurs | James Musa          | Rising de Phoenix         |
| Défenseurs | Mark Segbers        | Memphis 901               |
| Défenseurs | Joshua Yaro         | Loyal de San Diego        |
| Milieux    | Jose Gallegos       | San Antonio FC            |
| Milieux    | Kenardo Forbes (en) | Riverhounds de Pittsburgh |
| Milieux    | Diego Luna          | Locomotive d'El Paso      |
| Attaquant  | Neco Brett          | Riverhounds de Pittsburgh |
| Attaquant  | Cameron Lancaster   | Louisville City           |
| Attaquant  | Kyle Murphy         | Memphis 901               |

| Club                      | Nombre de joueurs |
| ------------------------- | ----------------- |
| Memphis 901               | 2                 |
| Riverhounds de Pittsburgh | 2                 |
| Legion de Birmingham      | 1                 |
| Locomotive d'El Paso      | 1                 |
| Louisville City           | 1                 |
| Rising de Phoenix         | 1                 |
| San Antonio FC            | 1                 |
| Loyal de San Diego        | 1                 |
| Rowdies de Tampa Bay      | 1                 |